# Léopold III (roi des Belges)
Pour les articles homonymes, voir Léopold III et Léopold de Belgique.
 (mars 2023).
 (juillet 2023).
Léopold III, né le 3 novembre 1901 à Bruxelles et mort le 25 septembre 1983 à Woluwe-Saint-Lambert (Belgique), est le quatrième roi des Belges du 23 février 1934 au 16 juillet 1951, et le fils d’Albert Ier et d’Élisabeth en Bavière. Déclaré dans l'impossibilité de régner de juin 1940 à  juin 1950, il abdique l'année suivante au terme d'une longue polémique sur la question royale suscitée par son comportement controversé lors de la Seconde Guerre mondiale et l'occupation allemande du pays. Il est le père des rois Baudouin et Albert II, et le grand-père du roi Philippe.

## Premières années

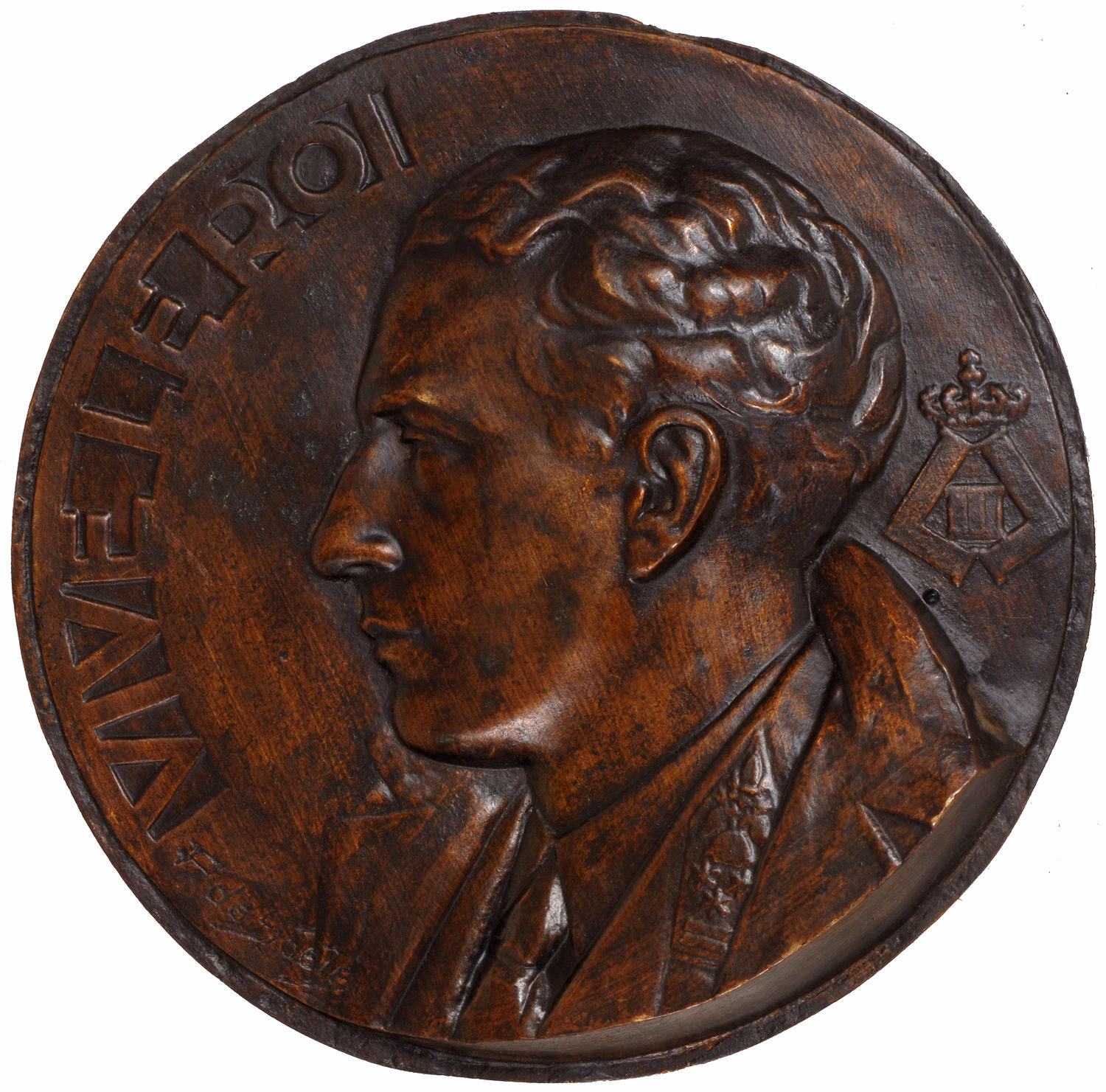
sur un bas-relief de Pierre de Soete

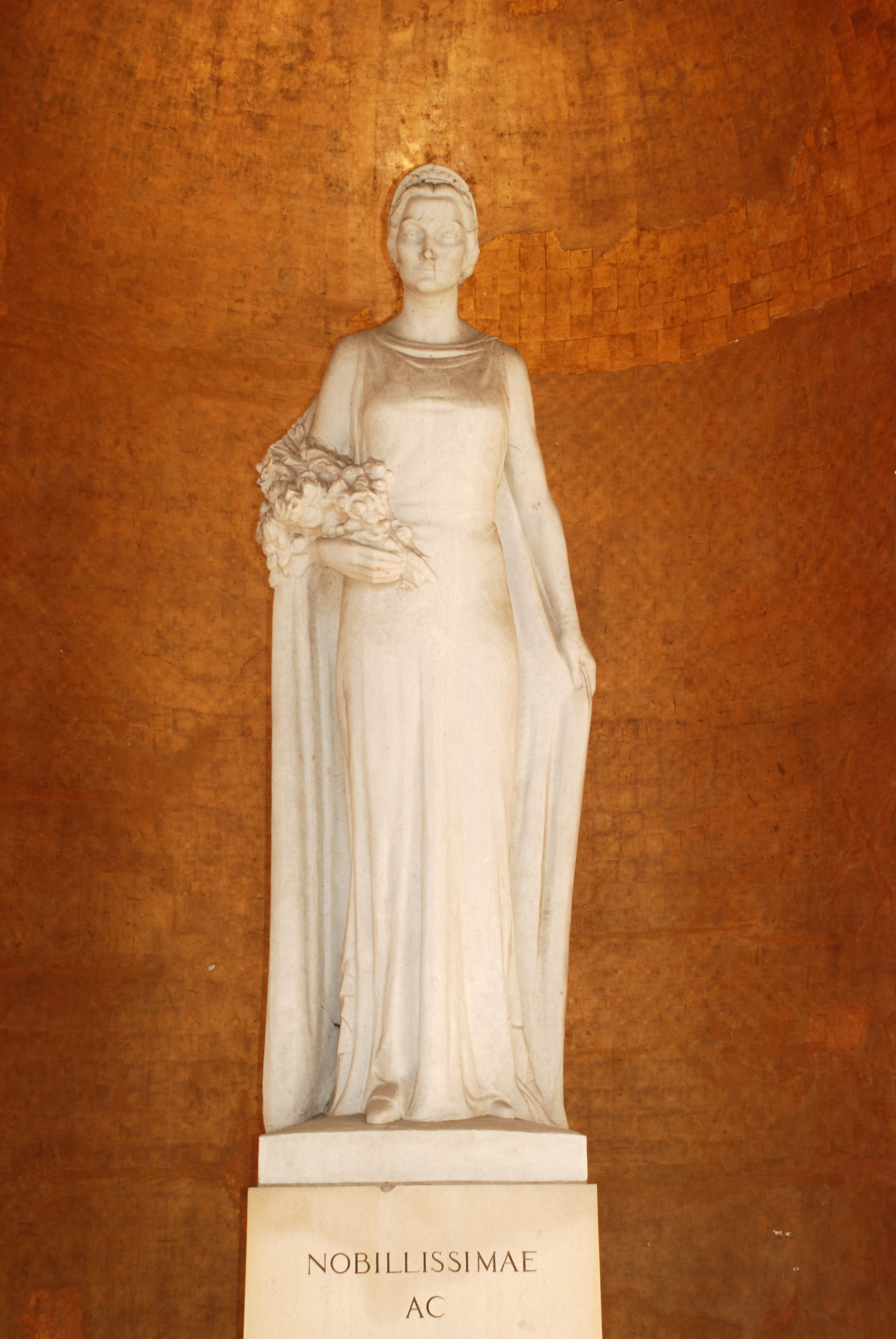
Statue de la reine Astrid au Mémorial Reine Astrid à Bruxelles.

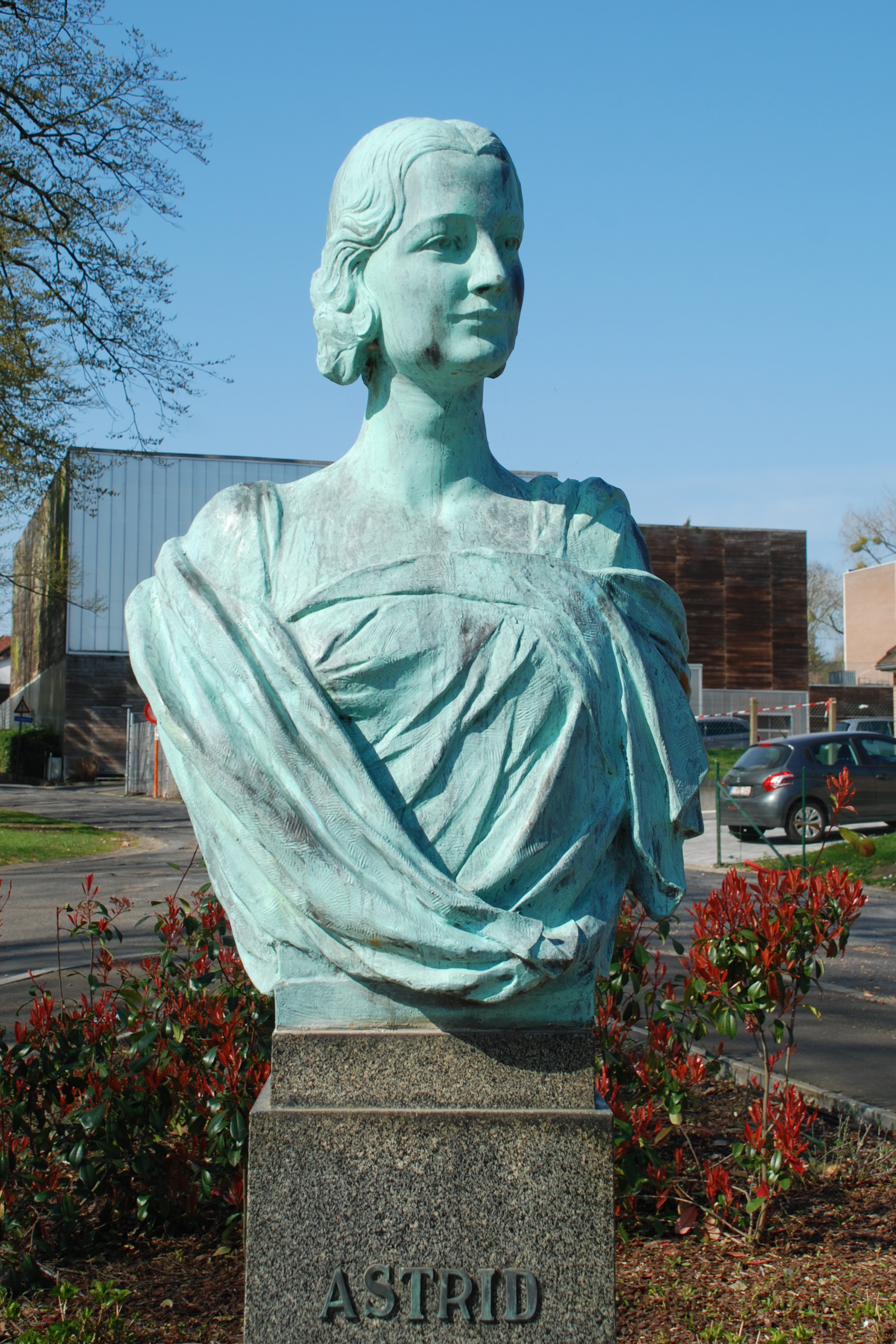
Buste de la Reine Astrid à Court-Saint-Étienne.

### Naissance et enfance
Léopold Philippe Charles Albert Meinrad Hubertus Marie Miguel de Saxe-Cobourg naît le 3 novembre 1901 au palais du marquis d'Assche au Quartier Léopold à Bruxelles où habitent alors ses parents, à deux pas de l’église Saint-Joseph, dans le bâtiment qui abrite depuis 1948 le Conseil d’État. À la suite du décès de Léopold II en 1909, il devient duc de Brabant conformément à la tradition royale belge selon laquelle c'est le prince héritier qui reçoit ce titre.

### Première Guerre mondiale
Le 5 avril 1915, il est incorporé, encore adolescent, comme simple soldat au sein du 12e régiment de ligne. De septembre 1915 à septembre 1919, il suit  les cours du prestigieux Collège d'Eton en Angleterre avec quelques interruptions pour les vacances à La Panne avec sa famille.

### Immédiat après guerre
Du 23 septembre au 13 novembre 1919, il se rend avec ses parents aux États-Unis pour une visite officielle triomphale. Fin 1919, Il suit des cours particuliers qui complètent sa formation typiquement anglaise d'Eton avec des professeurs censés le préparer à l'entrée à l'École royale militaire. Il voyage ensuite au Brésil à l'automne 1920 avec ses parents.
Fin novembre 1920, il rejoint l'École royale militaire dans la promotion infanterie-cavalerie et en sort en décembre 1922 sous-lieutenant désigné pour le régiment des Grenadiers. Le 10 janvier 1923, Léopold, officier fraîchement promu, prête serment à la Constitution et aux lois du peuple belge comme l'avaient fait eux-mêmes, Léopold II et Albert Ier lors d'une cérémonie solennelle. En 1923, il visite avec sa mère, la reine Élisabeth de Belgique, l'Égypte où vient d'avoir lieu la découverte du tombeau de Touth-Ank-Amon. En 1925, il fait son premier voyage au Congo belge.

### Premier mariage

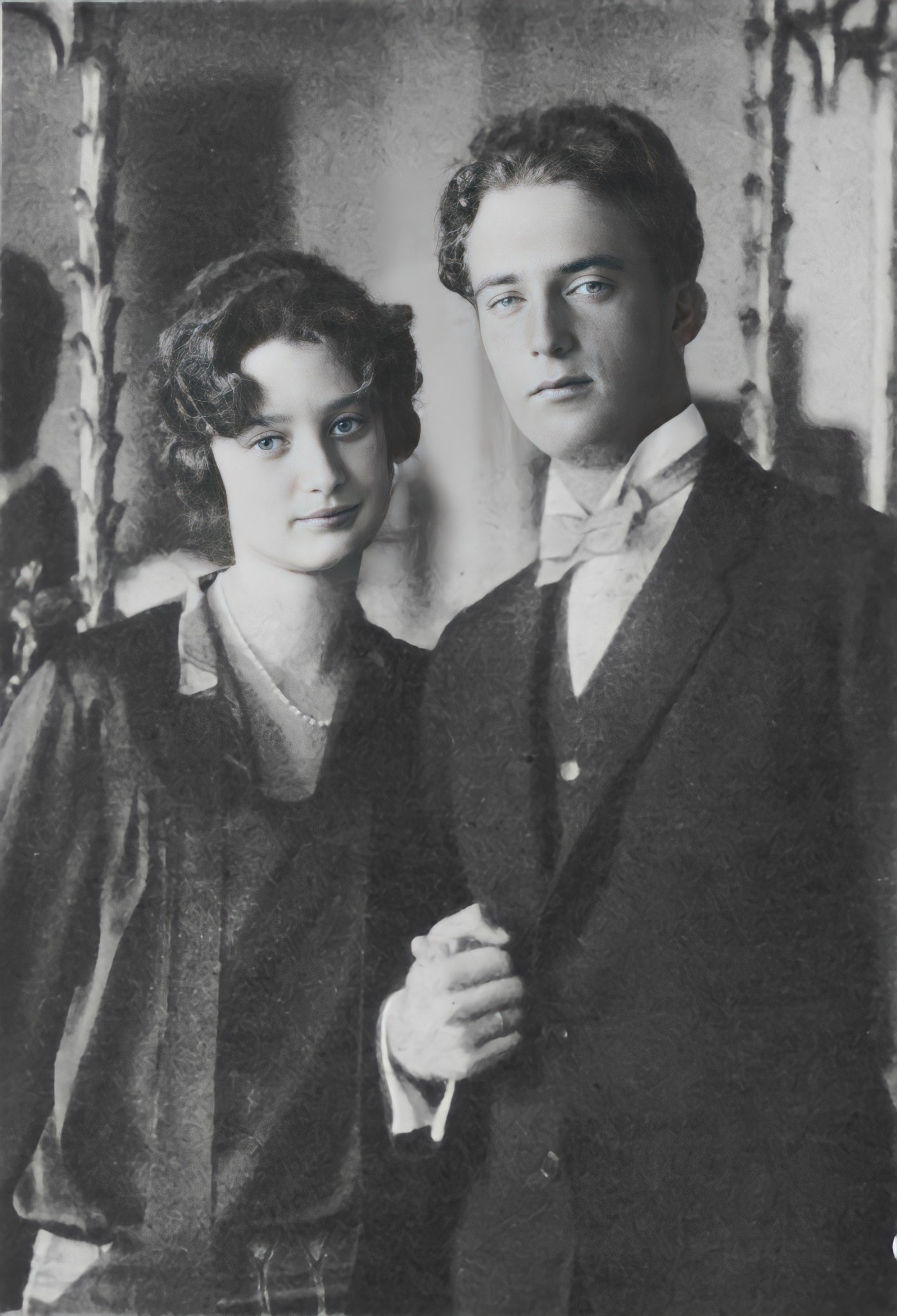
Le duc de Brabant et la princesse de Suède au temps de leurs fiançailles (1926).

Il rencontre à Stockholm la princesse Astrid de Suède, née le 17 novembre 1905, fille du prince Carl de Suède et d’Ingeborg de Danemark et nièce du roi Gustave V. Le mariage a lieu le 4 novembre 1926 ; ils auront trois enfants :
- Joséphine-Charlotte, future grande-duchesse de Luxembourg, épouse du grand-duc Jean ;
- Baudouin, comte de Hainaut, puis duc de Brabant, cinquième roi des Belges (1951-1993) ;
- Albert, prince de Liège, futur Albert II, sixième Roi des Belges (1993-2013).

## Roi des Belges

### Accession au trône
Son père Albert Ier s’étant tué le 17 février 1934 dans un accident d’alpinisme, Léopold accède au trône en prêtant le serment constitutionnel le 23 février 1934, sous le nom de Léopold III de Belgique.

### Mort de la reine Astrid
Le 29 août 1935, un accident de voiture à Küssnacht (Suisse) cause la mort de la reine Astrid et blesse le roi, qui était au volant. La disparition de cette reine très populaire est ressentie comme un deuil national particulièrement douloureux.

### Second mariage
Le 11 septembre 1941, il épouse en secondes noces Lilian Baels, dont il a trois enfants :
- Alexandre, prince de Belgique, né le 18 juillet 1942 et décédé le 29 novembre 2009. Il épouse le 14 mars 1991 Léa Wolman (née le 2 décembre 1951). Sans postérité ;
- Marie-Christine, princesse de Belgique, née le 6 février 1951. Elle épouse le 23 mai 1981 Paul Druker (dont elle divorce le 9 juillet 1981) et Jean-Paul Gourgues le 28 septembre 1989. Sans postérité ;
- Marie-Esméralda, princesse de Belgique, née le 30 septembre 1956. Elle épouse le 4 avril 1998 Sir Salvador Moncada. Elle est maintenant journaliste sous le nom d’Esmeralda de Réthy (titre de sa mère). Elle a deux enfants : 
  - Alexandra, née le 4 août 1998 ;
  - Léopoldo, né le 21 mai 2001.

Si les enfants du roi et de Lilian Baels portent bien le titre de prince et princesse de Belgique, ils n’entrent toutefois pas dans l’ordre de succession au trône.
Léopold III serait « également » le père de Ingeborg Verdun (née en 1940), et plausiblement d'un autre fils.

### Prémices de la Seconde Guerre mondiale
Sous la pression du Mouvement flamand et par antipathie pour le Front populaire français de Léon Blum (juin 1936-avril 1938), les gouvernements et le roi Léopold III proclament en juillet 1936,  la neutralité de la Belgique, alors qu’elle avait été l’alliée de la France et du Royaume-Uni pendant la Première Guerre mondiale. Le roi des Belges, Léopold III, appuyait pleinement cette politique dite des « mains libres ». Celle-ci signifiait le retour à la neutralité qui, jusqu’en 1914, avait été une obligation depuis le traité international de 1831 garantissant l’existence de la Belgique. La raison de la décision belge résidait dans la faiblesse des démocraties face aux coups de force successifs des Allemands au mépris du traité de Versailles (réoccupation de la Rhénanie, démantèlement de la Tchécoslovaquie avec l'assentiment résigné de la France et du Royaume-Uni)[réf. nécessaire].
La première conséquence de la neutralité belge fut, dès 1936, de supprimer tout contact officiel entre les états-majors militaires français et belge. En réalité, dès le 28 mars 1939, le général Laurent, attaché militaire français à Bruxelles, commença des contacts secrets avec le général van Overstraeten, conseiller militaire particulier du roi et avec l’accord de celui-ci. Il en retira de quoi communiquer de précieux renseignements sur les plans militaires belges au « Deuxième bureau » du service de renseignements français du ministère de la Défense, à Paris,. En plus de cela, en octobre 1939, après la déclaration de guerre de la France et du Royaume-Uni à l’Allemagne, le roi convint avec le général en chef français Maurice Gamelin d’une concertation renforcée. Vu la nécessité de parachever le réarmement, vu l’attentisme des Franco-Britanniques sur le front, il était nécessaire pour la Belgique d’éviter toute provocation vis-à-vis de l’Allemagne, l’armée n’étant pas encore prête à résister à une attaque allemande que l’on sentait venir. Ces contacts franco-belges furent révélés par le général français lui-même dans ses mémoires et aussi par la parution, après la guerre, d’une publication officielle française. Connaissant l’existence en Belgique d’une « cinquième colonne » d’espions pro-nazis, on avait voulu protéger le secret en organisant la transmission des informations par la liaison la plus courte, assurée par le lieutenant-colonel Hautcœur, attaché militaire français à Bruxelles qui avait succédé au général Laurent et qui communiquait personnellement avec le généralissime français. Parfois même, la liaison entre le roi Léopold III et le général en chef français Gamelin se faisait directement, ou alors par l’intermédiaire du général van Overstraeten, conseiller militaire du roi, qui avait des contacts suivis avec Hautcœur qu’il connaissait personnellement pour l’avoir eu comme élève à l’École royale militaire de Bruxelles. Avec l’accord du gouvernement dont le Premier ministre était le très catholique Hubert Pierlot et le ministre des Affaires étrangères Paul-Henri Spaak représentant le Parti socialiste (qui s’appelait alors Parti ouvrier), ces échanges continuèrent jusqu’à l’attaque allemande.

En janvier 1940, le général belge van Overstraeten prévint les Français que l’attaque allemande était prévue en Ardenne, comme le prouvaient des documents stratégiques saisis par les Belges dans un avion allemand qui avait fait un atterrissage forcé en Belgique. Encore, dès le 8 mars, puis le 14 avril 1940, sur la foi de renseignements de l’attaché militaire à Berlin recoupés par des sources provenant d’espions alliés en Allemagne, le roi en personne avertit le général Gamelin, chef suprême de l’armée française, que le plan allemand prévoyait une attaque par l’Ardenne. Et l’attaché militaire français à Berne envoyait, le 1er mai, un message radio à son état-major disant que l’attaque aurait lieu entre le 8 et le 10 mai avec Sedan comme but de l’effort principal. Mais l’état-major français se rangeait à l’avis du maréchal Pétain, personnalité prestigieuse et vice-président du Conseil supérieur de la Guerre de France, selon qui l’Ardenne était impénétrable pour une armée moderne. Aussi, les avertissements belges restèrent-ils sans suite.

La campagne des 18 jours.

### La Seconde Guerre mondiale

#### La campagne des dix-huit jours
Le 10 mai 1940 a lieu l’attaque allemande redoutée. C’est ce que l’on appellera la campagne des 18 jours. À cette date, l’armée belge occupe un arc de cercle de 500 kilomètres depuis l’Escaut jusqu’à l’Ardenne. La quasi-totalité de l’effectif de 650 000 hommes (plus 50 000 conscrits et 10 000 gendarmes équipés militairement) est engagé dans des combats tandis qu’il est fait appel aux futurs soldats des classes 40 et 41 pour un total de 95 000 hommes - qui seront envoyés en France dès le 15 pour y recevoir un entraînement avec l’accord du gouvernement français - et un ordre est également lancé de préparer l’enrôlement de tous les jeunes de 16 à 20 ans des classes 42 et 43, soit 200 000 hommes, tout en y joignant les sursitaires des classes précédentes et les démobilisés provisoires pour cause d’utilité publique (ingénieurs, mineurs de fond entre autres), soit 89 000 hommes. En théorie, l’armée belge est la plus forte jamais vue avec, plus ou moins, 1 000 000 de mobilisés en perspective et un peu moins de 700 000 hommes effectivement engagés. Effectif énorme pour un pays de 8 000 000 d’habitants. C’est le plan du roi et du ministre Devèze, conçu dès 1937. Mais le temps manque pour organiser la totalité de la levée en masse car l’armée est bousculée sur le canal Albert où le fort d’Ében-Émael tombe en vingt-quatre heures, pris par des troupes déposées par avions légers et utilisant des charges creuses, munition que les Allemands sont seuls à posséder. Cependant, au nord, en trois jours la défaite éclair de l’armée hollandaise menace le flanc gauche de l’armée belge. Et, pendant ce temps, comme le service belge de renseignement en avait prévenu les Français longtemps à l’avance, la Wehrmacht perce vers Sedan, en Ardenne française. C’est le 12 mai que commence la percée, soit après deux jours de résistance d’éléments avancés belges, les chasseurs ardennais, qui remplissent donc le rôle de retardement qui leur était imparti à Bodange, Martelange et Chabrehez, allant même jusqu’à repousser avec des blindés des troupes allemandes déposées par des avions légers Fieseler Fi 156 à l’arrière de l’armée belge, dans la région de Witry, Nimy et Léglise. Pendant ce temps, les troupes françaises de Sedan, qui avaient disposé d’un ultime délai de 48 heures pour se préparer depuis le 10 mai, mais qui étaient composées de réservistes de série B, mal équipés et installés dans des défenses embryonnaires étaient bousculées le 12 mai et faisaient retraite (la « panique de Bulson ») devant la Wehrmacht qui atteignait rapidement la Meuse. C’était le résultat de la doctrine de Pétain selon laquelle il n’y avait rien à craindre en Ardenne.
Le roi et son état-major s’étant placés sous le commandement du général en chef français Gamelin, l’armée belge, en recul devant la percée de la Meuse, et aussi menacée sur son flanc gauche par le vide laissé par les Hollandais, lie ses mouvements à ceux des Français qui reculent au sud. Le roi avait accueilli, dès le 10 mai, un nouvel officier supérieur français de liaison, le général Champon arrivé au Grand quartier général belge de Breendonck, porteur des plans alliés et d’une délégation de commandement que le roi acceptait pour lui-même, comme elle avait déjà été faite par le général en chef français Gamelin au général Georges. Mais les tentatives de ressouder un front franco-belgo-anglais n’aboutissent pas, la stratégie alliée du front continu, inspirée de 1914-1918, se révélant inadaptée à la stratégie allemande faite de puissantes percées étroites menées par des chars rapides sous le parapluie d’une aviation en surclassement.
Finalement, après des reculs successifs en liaison avec les alliés franco-anglais auxquels elle ne pouvait que lier son sort, l’armée belge se trouva acculée sur la Lys après deux semaines de combats. Mais, dès le 15 mai, le mot défaite avait été prononcé par le président du Conseil français Paul Reynaud dans un appel téléphonique angoissé au Premier ministre britannique Winston Churchill. Des bruits pessimistes commençaient à courir dans les états-majors et dans le personnel politique des pays attaqués par l’Allemagne. Ils parvenaient jusqu’au roi par des amis qui avaient des relais dans les milieux politiques français et anglais et, notamment, dans l’aristocratie anglaise.
Le 25 mai 1940, dans le château de Wynendaele a lieu l'entretien décisif entre le roi Léopold III et ses principaux ministres, à l'issue duquel le roi refuse de suivre ceux-ci hors du territoire national. La rencontre est parfois appelée drame de Wynendaele.

Après la dure et coûteuse bataille de la Lys livrée par l’armée belge pendant cinq jours, la seule bataille d’arrêt de toute la campagne de mai 1940, le roi Léopold III décida la reddition des forces belges combattant sur le front des Flandres. Le roi interprète littéralement l'article 68 de la Constitution (Le Roi commande les forces terrestres et navales), estime que l'article 64, qui dispose qu'aucun acte du roi ne peut avoir force s'il n'est pas contresigné par un ministre (actuel article 106) ne s'applique pas aux armées, et commande seul, malgré les avis d'experts comme le général de Selliers de Moranville ayant servi Albert Ier, qui pense que le contreseing ministériel est nécessaire,.
Il n’y eut pas de signature du roi, ce qui aurait été nécessaire s’il se fût agi d’une capitulation générale de toutes les forces. Or, si la constitution affirme que le roi déclare la guerre et fait la paix, des actes considérés comme étant civils autant que militaires, cela entraîne la cosignature d’au moins un ministre, comme pour tout acte gouvernemental du roi. Aussi, le Premier ministre Pierlot et le ministre des Affaires étrangères Spaak, restés en Belgique, entendaient-ils être associés à toute décision royale de cesser les hostilités. Mais, selon le roi, il ne s’agissait pas d’un acte de gouvernement, mais d’une décision purement militaire concernant uniquement le chef de l’armée, et cela sous l’empire de la loi martiale qui subordonne aux décisions militaires tous les effets des lois civiles. S’estimant seul en droit de décider d’une reddition purement militaire, n’ayant de compte à rendre à aucune autorité supérieure, le roi prend le mot reddition, le 28 mai 1940, dans le sens limité d’une cessation des combats dans une zone donnée, ce qui ne concerne pas les forts de l’Est dont le dernier, Tancrémont, ne succombe que le 29 mai, après dix-neuf jours de résistance sous les assauts de l’infanterie et le pilonnage allemands. Ainsi, c'est le sous-chef d’état-major, le général Derousseau, qui, en sa qualité de responsable de la situation des troupes sur le terrain, fut chargé de se rendre auprès des Allemands et de signer avec eux une reddition au sens le plus étroit, celle-ci ne concernant que l’armée de campagne. Aussi, les Allemands exigèrent-ils un ordre séparé de reddition adressé par radio aux derniers forts de l’Est encore tenus par l’armée de forteresse — dont le commandement était distinct de celui de l’armée de campagne — pour qu’ils acceptent de se rendre.  Pour Léopold III, la reddition du 28 mai était une décision strictement militaire du ressort exclusif du commandement sur le terrain et il n’y avait pas lieu d’y associer le gouvernement, l’état de guerre entre la Belgique et l’Allemagne n’étant en rien remis en cause. Ainsi les forces du Congo belge n’étaient pas incluses dans la reddition,(ce n’était pas l’intention du roi ni du gouvernement qui craignaient que, dans ce cas, les possessions belges d’Afrique tombent dans les mains britanniques) au contraire des forces françaises d’Afrique du nord que les Français allaient accepter d’inclure dans l’armistice de juin et qui incluait un contrôle germano-italien des troupes françaises d’Afrique.. La Force publique du Congo belge put ainsi continuer le combat. En 1941, aux côtés des Anglais en Afrique orientale, elle remporta les victoires qui permirent à la Belgique  représentée par son gouvernement en exil de se ranger aux côtés des alliés durant toute la guerre, et de reconstituer des forces belges de terre et de l’air en Grande-Bretagne.
Dès qu’il eut pris sa décision, le roi l’écrivit dans une lettre au roi d’Angleterre en précisant qu’il s’agirait d’une reddition militaire et que, en aucun cas, il ne serait question de traiter politiquement avec l’Allemagne. Le roi fit part de sa décision en s’adressant personnellement au général français Blanchard, commandant de l’armée du Nord, dès le 26 mai. Il décrivait la situation de l’armée belge, ne donnant plus que peu de temps à celle-ci pour s’effondrer, ce qui se produisit le 28. Au moment de la reddition, des troupes lâchaient prise, tant pour des raisons morales que parce que l’on arrivait au bout des stocks de munitions. La communication de la décision royale fut enregistrée par le colonel Thierry, des services français d’écoute, comme le précise un auteur français, le colonel Rémy. On ne sait si cette communication arriva jusqu’à l’état-major français. Avant même de prendre sa décision, le roi avait constaté que son armée épuisée était abandonnée, à sa droite, par l’armée britannique qui préparait son rembarquement à Dunkerque, aussi informa-t-il l’officier de liaison britannique, Sir Roger Keyes en personne, des conséquences qui allaient en résulter. Cet officier anglais avoue dans ses mémoires : « J’ai l’intention de ne pas dire encore aux Belges que le corps expéditionnaire britannique a l’intention de les abandonner ». Mais le roi Léopold et l’État-major belge, avant même d’être avertis officiellement par Keyes, avaient été mis au courant par leurs propres soldats qui avaient constaté le vide laissé à leur droite par l’abandon anglais. Winston Churchill, d’accord avec Anthony Eden, ministre des Affaires étrangères, donne l’ordre formel à Lord Gort de retraiter vers Dunkerque pour y rembarquer en lui interdisant d’en informer le haut commandement belge. Le général en chef anglais Gort. Forcé, au vu de l'ordre express de Londres, d’abandonner l’armée belge, aurait dit à l’officier de liaison britannique Keyes : « Les Belges nous considèrent-ils comme de vrais salauds ? ».  Le général en chef français Maxime Weygand l’ignorait, quoiqu’il ait eu toute raison d’être pessimiste en constatant l’absence de Lord Gort à la conférence d’Ypres du 25 mai convoquée pour tenter d’établir une nouvelle tactique entre les Français, les Anglais et les Belges. Mais les troupes anglaises avaient reçu l’ordre de « filer vers la mer » selon l’expression même de l’attaché militaire anglais dans ses mémoires.

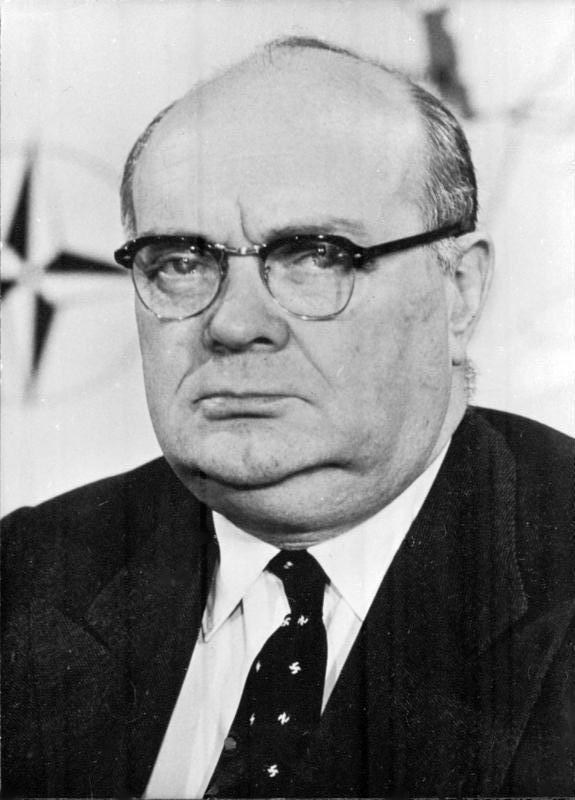
Paul-Henri Spaak

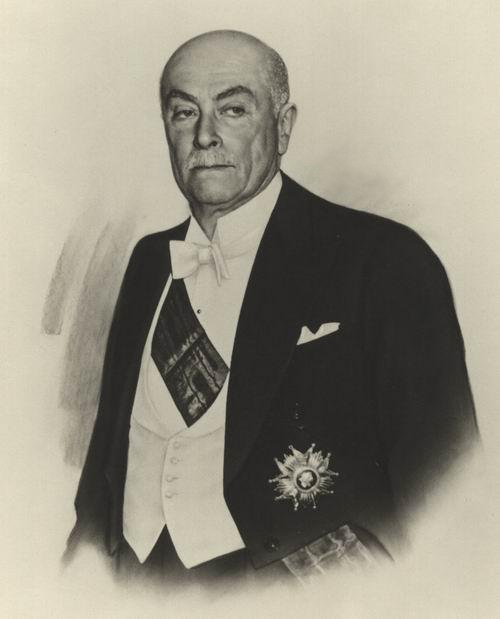
Hubert Pierlot

Le général Raoul Van Overstraeten, conseiller personnel du roi et héros de 1914-1918, en Belgique et en Afrique, était d’avis de continuer les combats pour qu’il soit clair que les Belges ne baissaient pas les bras les premiers. Les quelques ministres belges restés au pays, exposés à tomber aux mains de l’ennemi, étaient opposés non à la reddition, mais à la date de celle-ci qu’ils voulaient au moins repousser, en tout cas pour permettre au roi de les accompagner en France en vue d’y continuer la lutte. Mais le roi leur signifia qu’il pensait, au contraire, qu’il devait rester au pays, comptant que sa position royale, qu’il croyait propre à en imposer à Hitler, pourrait lui permettre de s’opposer à toute entreprise allemande envers l’intégrité nationale, comme cela avait été le cas pendant la Première Guerre mondiale lorsque le pays avait été divisé. Après de dramatiques confrontations avec les principaux ministres, dont Hubert Pierlot, Premier ministre, et Paul-Henri Spaak, ministre des Affaires étrangères, qui voulaient le convaincre de se soustraire à l’ennemi, le roi renonça à les révoquer comme il en avait pourtant le droit constitutionnel si un seul membre du gouvernement y avait associé sa signature ce que le ministre de la Défense, le général Denis, était prêt à faire.
Derrière l’apparence de l’autorité, le roi Léopold III de Belgique montrait alors, selon certains témoins, les signes d’un effondrement psychologique. Le Premier ministre Hubert Pierlot décrit le roi : « Échevelé, l’œil fixe et, pour tout dire, hagard… Sous l’influence des émotions des derniers jours. » Les faiblesses que les démocraties avaient montrées avant la guerre, l’insuffisance militaire alliée, y compris belge, devant l’armée allemande, venant s’ajouter au lâchage anglais constituèrent, pour le roi, une somme qui, soudain, le laissa seul et nu devant l’évidence d’une défaite qui lui parut un abîme dans lequel la Belgique risquait de disparaître. Se fondant sur une conception aristocratique de sa fonction royale, il crut alors qu’il pourrait, à lui tout seul, faire obstacle à des menées allemandes contre la survie du pays.
Mais, quand il prend sa décision, il ne s’agit pas, pour Léopold III, de conclure un armistice entre la Belgique et l’Allemagne. Le roi fait savoir à l’officier de liaison britannique, l’amiral Sir Roger Keyes « qu’il n’est pas question de faire quoi que ce soit qui ressemble à une paix séparée ». L’armée, à bout, s’était effondrée, mais la Belgique restait, de fait, en état de guerre car ni Léopold III , ni les ministres partis en exil porteurs de tous leurs pouvoirs ne signèrent de capitulation. L’acte de reddition ne comportait aucune clause politique, au contraire de l’armistice que les Français négocieront trois semaines plus tard, engageant la France dans la voie de la collaboration.

#### La controverse: le début de «la Question royale»
De cette reddition a découlé toute « la Question royale » qui a provoqué, après la guerre, l’abdication de Léopold III. Le roi fut tout d’abord accusé d’avoir trahi la cause alliée dans un discours radiophonique prononcé le 28 mai 1940 par Paul Reynaud, président du Conseil français même si Winston Churchill, dans ses mémoires d’après la guerre lavera l’armée belge de tout soupçon d’avoir compromis le rembarquement de Dunkerque. La décision du roi de se constituer prisonnier, prise contre l’avis du gouvernement, fut blâmée, plus tard, par une partie du Parlement belge replié en France (à Poitiers, puis Limoges) mais cela n'eut pas pour effet de prononcer la déchéance du roi (seuls 143 présents sur 369 condamnèrent la décision du roi: cela ne constituait pas la majorité simple au vu l’insuffisance de l’effectif des parlementaires, beaucoup ayant rejoint l’armée, les autres étant soit restés en Belgique, soit devenus injoignables au sein de la masse des réfugiés. La justification de l'attitude du roi repose sur son analyse de son rôle comme commandant en chef de l'armée. Il avait signifié aux ministres qu’étant légalement le commandant en chef de l’armée, il n’avait pas de comptes à rendre aux autorités civiles pour décider une reddition, de par la loi martiale qui, en temps de guerre, donne tous les pouvoirs aux militaires, ce qui entraîne, ipso facto, un pouvoir total pour le roi, alors que, pour un armistice (à la façon des Français, un mois plus tard), la signature d’au moins un ministre est nécessaire pour avaliser la décision royale, car c’est un acte politique. En plus de son pouvoir civil, le roi des Belges détenait de par la Constitution, et comme beaucoup de chefs d’État, le commandement suprême des forces armées. Mais, au contraire de la plupart des chefs d’État dont le pouvoir militaire est purement symbolique, Léopold III avait une véritable autorité à la tête de son état-major à la tête duquel il n’a cessé d’être présent en uniforme de lieutenant-général durant les dix-huit jours de combat. C’est donc comme chef d’armée qu’il entend rester avec les soldats. Il s’y croit encouragé par l’attaché militaire anglais Keyes. Selon celui-ci, Churchill, interrogé sur le sort de la famille royale, a répondu : « La place d’un chef est au milieu de son armée ». Et c’est toujours Keyes, le 24 mai, qui transmet au ministre belge Gutt un mémorandum anglais qui signale que l’évacuation de la famille royale et des ministres est possible, mais qu’il n’est pas souhaitable, selon les meilleurs avis militaires, qu’il faille presser le roi de quitter son armée dans la nuit. L’opinion anglaise eût-elle été différente le 28 ? On ne pouvait le savoir car les communications avec Londres cessèrent dès le 27. Et, de toute façon, on sait que, dans la conception rigide que Léopold III a toujours eue de sa fonction royale, il n’était pas question pour lui de se plier à des décisions étrangères, même alliées, et encore moins ennemies. Il était donc résolu à n’exercer aucun pouvoir sous la pression allemande, se refusant à toute collaboration, comme ce fut par contre le cas du gouvernement du maréchal Pétain après l’armistice franco-allemand de juin. 
Il s’agissait, pour le roi, de n’abandonner en aucun cas le pays dont il avait juré par son serment de défendre l’intégrité. Considérait-il, dès lors, qu’il voulait, par sa seule présence faire obstacle au démantèlement du pays, comme l’Allemagne l’avait entrepris en 1914-1918 ? En tout cas, la dernière phrase de sa proclamation à l’armée du 28 mai dit explicitement que : « la Belgique doit se remettre au travail pour relever le pays de ses ruines », et il ajoutera : cela « ne signifie nullement que les Belges doivent travailler pour l’Allemagne »,.
D’un point de vue militaire, le roi se considérait comme prisonnier, n’ayant pas voulu abandonner ses soldats. D’un point de vue politique il comptait utiliser sa présence dans le pays pour se dresser, face à l’Allemagne, en incarnant à lui tout seul la légitimité belge, sans collaboration d’aucune sorte, conception qui parut porter ses fruits, l’Allemagne étant obligée au début de gérer le pays en y installant un gouverneur militaire sans intention, apparemment, de le diviser. On peut citer trois témoignages, parmi d’autres, de la foi du roi dans une victoire finale qui chasserait l’Allemagne de Belgique. Le 6 juillet 1940, une déclaration au recteur f. f. de l’université de Gand : « Les Anglo-Saxons gagneront cette guerre, mais ce sera long… et dur et nous devons nous organiser en vue de sauver l’essentiel ». Déjà, le 27 mai 1940, une déclaration du roi à l’officier de liaison britannique Keyes : « Vous (l’Angleterre) aurez le dessus, mais non sans passer par un enfer ». Une autre déclaration, du 29 juillet 1940, au député-bourgmestre de Namur Huart : « Je ne crois pas à une paix de compromis avec l’Allemagne, mais à une victoire de l’Angleterre, ce qui ne sera pas avant 1944 au plus tôt ».
Les ministres, n’ayant pu convaincre le roi de les suivre en exil, partirent pour la France afin d’y continuer la guerre, comme le gouvernement belge l’avait fait en 1914-1918. Au début, le gouvernement n’avait à sa disposition que quelques rares forces militaires belges rejetées vers la France et les conscrits et sursitaires sans formation militaires des classes 1924 à 1926. Il y avait aussi l’énorme potentiel économique du Congo belge dont les autorités inclinaient vers les Alliés. Les ministres Pierlot, Spaak et Gutt quittaient la Belgique, décidés à incarner la légitimité nationale face à l’étranger, croyant que la France allait continuer la guerre. Une masse considérable de Belges s’y étaient réfugiés, mais la défaite française les ramena en Belgique, tandis que le Premier ministre Pierlot et le ministre des Affaires étrangères Spaak allaient rester en France jusqu’au bout, c’est-à-dire jusqu’à la défaite française. Les autres membres du gouvernement étant, pour la plupart, partis en Angleterre, les deux rescapés allaient voir la confiance qu’ils avaient mise en la France trahie par la décision du gouvernement du maréchal Pétain de les priver de toute protection diplomatique vis-à-vis de l’Allemagne. Se sentant menacés dans leur refuge du village de Sauveterre de Guyenne, et après une vaine tentative d’entrer en rapport avec Bruxelles où le silence de l’occupant allemand à leur égard ne leur disait rien de bon, les deux rescapés du gouvernement belge entreprirent une rocambolesque et dangereuse fuite à travers l’Espagne franquiste (alliée de fait avec l’Allemagne) cachés dans une camionnette à double fond qui les conduirait au Portugal d’où le gouvernement britannique les fit sortir pour les amener à Londres.
En attendant ces péripéties, les ministres arrivés en France le 29 mai avaient déjà pu mesurer l’effondrement du prestige de la Belgique à travers le discours radiophonique du Premier ministre Paul Reynaud accusant le roi de trahison pour avoir, prétendument, capitulé sans prévenir les alliés franco-britannique,,. En l’occurrence, Reynaud témoignait de son ignorance des faits. Car Léopold III avait prévenu le roi d’Angleterre en personne, par une lettre du 25 mai, de l’effondrement de l’armée belge qu’il estimait proche, lettre remise personnellement à l’envoyé spécial de Churchill, le général Dill, en présence de l’attaché militaire Keyes,. Et du point de vue français, le colonel français Thierry, chef du central de téléphonie par radio de l’armée française, a témoigné au colonel français Rémy qu’il avait capté, dès le 26 mai, les messages du roi au général français Blanchard avertissant celui-ci qu’il serait dans la nécessité de se rendre dans les deux jours. Le roi prit une décision qui apportait encore un ultime concours aux alliés en profitant de la pagaille qui accompagnait la débâcle militaire pour soustraire à la captivité la 60e division française qui combattait aux côtés des Belges en la faisant transporter dans des camions belges vers Dunkerque sous un ciel occupé par une aviation allemande toute puissante qui mitraillait tout ce qu’elle pouvait sans égard pour les 800 000 réfugiés (et certains auteurs vont jusqu’à citer 2 000 000 de réfugiés pour la totalité de la zone encore tenue par l’ensemble des forces alliées[réf. nécessaire]). Avec un minimum de connaissances militaires et de bon sens, on comprend que ces masses de civils opposaient passivement leur foule terrorisée à la progression des troupes de la Wehrmacht sans que les généraux allemands trouvent encore un prétexte pour les faire massacrer, comme quelques jours auparavant, lorsque leurs soldats utilisaient des masses d’otages en les faisant avancer devant eux sous le feu des troupes belges, à Vinkt, pendant la bataille de la Lys. En 1940, des massacres de civils furent donc perpétrés en pleine bataille sans motif militaire, répétant les atrocités allemandes de 1914. Après l’arrêt des combats, les chefs de l’armée allemande se trouvaient obligés de respecter la population de réfugiés qui encombraient la zone des combats s’ils ne voulaient pas devoir endosser les mêmes accusations que lors la guerre précédente au sujet du comportement violent de leur armée sur la personne des civils. L’armée allemande perdit donc encore 24 heures à se frayer un chemin à travers la pagaille engendrée par la défaite belge, terrain encombré d’ambulances, de pièces d’artillerie et de charroi militaire et civil détruit ou en panne, les soldats belges se laissant désarmer tout en se réfugiant dans une totale inertie. Les Franco-Britanniques de Dunkerque y gagnaient un jour supplémentaire pour organiser leur défense. À l’issue de ces dix-huit jours de guerre de la Belgique, on peut citer, entre autres témoignages allemands, celui de Ulrich von Hassell : « Parmi nos adversaires, ce furent les Belges qui combattirent le mieux ».
Devant le fait indéniable d’une réelle résistance belge, on ne peut expliquer le discours du président du Conseil français Paul Reynaud du 28 mai, dans lequel il traitait la capitulation belge de trahison, que par la nécessité de se décharger sur plus faible que lui de la défaite qui se profilait, mais aussi parce que l’on peut, à coup sûr, avancer qu’il n’était pas au courant des derniers développements de la situation en Belgique. Si cela peut constituer une excuse, on doit savoir, par un aveu britannique ultérieur, que Winston Churchill ne l’avait pas mis au courant de l’ordre qu’il avait donné d’évacuer les troupes britanniques en abandonnant les Belges, mis ainsi dans une situation désespérée, tout en condamnant les combats à se terminer en défaite, y compris pour les troupes françaises. On a d’ailleurs une autre preuve de l’ignorance du président du Conseil français quant aux événements militaires par le fait que, déjà, le 16 mai, au cours d’une réunion franco-britannique, il avait constaté ne pas être au courant de la situation de l’armée française en apprenant de la bouche du général en chef Gamelin qu’on lui avait caché l’absence de réserves militaires françaises pour combler le vide laissé devant l’armée allemande par la percée de Sedan, d’où découlait que les Franco-Anglo-Belges étaient dans une situation dramatique, étant tournés par le Sud. Manifestement, le président du Conseil français Paul Reynaud ne recevait pas à temps les informations sur la situation militaire.
Quoi qu’il en soit et sans s’informer davantage, Paul Reynaud, en proie à une colère impuissante devant les événements, fit radier le roi de l’ordre de la Légion d'honneur. Pendant ce temps, la reine Wilhelmine des Pays-Bas, dont l’armée s’était rendue au bout de cinq jours, était arrivée à Londres amenée par un navire de guerre néerlandais qui n’avait pu la débarquer en Zélande où elle aurait voulu s’installer pour incarner la légitimité nationale. La grande-duchesse Charlotte de Luxembourg, elle, s’était réfugiée à Londres dès le 10 mai. Le gouvernement belge, quant à lui, réfugié en France, nanti de tous ses pouvoirs, déclara le roi « dans l’impossibilité de régner », comme le prévoit la Constitution belge lorsque le roi est dans une situation qui le met hors d’état d’exercer sa fonction, ce qui était incontestablement le cas puisqu’il était soumis à l’ennemi. Dans ce cas, la Constitution prescrit que le gouvernement doit exercer le pouvoir collégialement, mais avec l’approbation du Parlement, lequel doit alors nommer un régent. Devant l’impossibilité de réunir valablement les députés et les sénateurs en nombre suffisant, alors que plusieurs étaient partis à l’armée et que les autres étaient soit restés en Belgique, soit réfugiés on ne savait trop où, le gouvernement décida de se passer de formalités légales et d’exercer son pouvoir de fait et par force majeure jusqu’à la libération de la Belgique. Finalement, en 1944, les chambres réunies peu après la libération de Bruxelles ratifièrent les actes du gouvernement durant la guerre.

#### L’occupation allemande. Le roi en Belgique, le gouvernement en exil
Dès lors, il y eut, en Angleterre, un gouvernement belge en exil et, en Belgique, un roi en résidence surveillée au château de Laeken, à Bruxelles. Le 19 novembre 1940, Léopold III fut convoqué par Adolf Hitler pour s’entendre prophétiser le sort d’une future Europe allemande englobée dans le « grand Reich germanique ». Le roi tenta de discuter du sort de la population civile et de la libération des soldats prisonniers, mais sans obtenir de résultats. L’entrevue fut froide. Il n’y eut point d’entente, comme avec Pétain à Montoire, pour une prétendue collaboration dans l’honneur, selon les mots du maréchal. Au contraire de la France, la Belgique était toujours en guerre, le roi n’ayant pas signé d’armistice comme les Français, et rien fait qui puisse faire croire à une paix séparée. Le roi passa la guerre empêché de poser tout acte politique.
Cependant, il ne manquait pas de Belges pour rêver de voir le roi Léopold III prendre la tête d’un régime autoritaire, voire d’une « dictature royale ». Cela aurait pu correspondre à certains de ses penchants connus pour les solutions autoritaires en vogue dans l’Europe d’avant-guerre. Son opposition ouverte au gouvernement lors de la capitulation pouvait le laisser penser, quoiqu’il ait renoncé à révoquer les ministres. Or, il avait le droit de le faire à la condition d’avoir la signature d’un ministre pour entériner sa décision, ce qui était le cas puisque le ministre de la Défense était prêt à se dévouer. Qu’il ne l’ait point fait ne peut que signifier qu’il ne voulait pas priver la Belgique de gouvernement. Il ne pouvait, en effet, en nommer un autre puisque l’impossibilité de réunir le Parlement en pleine guerre et sous l’occupation allemande interdisait la perspective d’un hypothétique vote parlementaire pour introniser un nouveau gouvernement. Les pouvoirs légaux définis par la constitution étaient, en effet, suspendus par le fait même que le pouvoir était assumé par un gouverneur allemand. Laisser partir le gouvernement légal en possession de tous ses pouvoirs, c’était donc, dès le 27 mai 1940, éviter un vide politique peut-être mortel pour la souveraineté nationale vis-à-vis de l’étranger. C’était la garantie que le gouvernement d’Hubert Pierlot pourrait exercer légalement sa souveraineté sur ce qui restait de territoire belge libre, c’est-à-dire sur le Congo belge. C’était enlever aux Britanniques la tentation d’invoquer le vide politique laissé par la Belgique en Afrique pour y exercer leur souveraineté sur le domaine colonial (Congo, Ruanda, Burundi). Les partisans de Léopold III y voient la preuve d’un patriotisme habile fondé sur un double jeu vis-à-vis de l’Allemagne. Dans cette perspective, c’était, selon les lois de la guerre, laisser aux Allemands la responsabilité de gérer le pays tout en conservant un gouvernement libre échappant à leur autorité et qui, depuis l’étranger, pouvait préserver la souveraineté belge sur ce qui restait de Belgique libre. La Belgique libre c’était le Congo (à l’époque territoire belge), avec ses richesses stratégiques en minerais, et la marine marchande, et aussi les quelques troupes disponibles en France dont une petite partie, comptant quelques dizaines d’aviateurs, avait pu gagner l’Angleterre.
D’autre part, dans la suite des événements, les encouragements officieux donnés à des personnalités collaborationnistes en territoire occupé comme Robert Poulet allaient être avérés. Mais la décision d’Hitler, le 4 juin 1940, de considérer le roi Léopold III comme prisonnier de l’armée allemande en lui interdisant toute activité politique, venant après la constatation par le gouvernement belge, en juin, de l’impossibilité de régner pour un roi des Belges prisonnier, mirent de fait Léopold III à l’abri de toute tentation de prise du pouvoir.
La seule façon pour le roi d’exercer le pouvoir légalement eût donc été de préserver son pouvoir constitutionnel. Pour cela, il aurait dû négocier un armistice, ce qui est un acte non seulement militaire, mais politique, nécessitant un accord gouvernemental. Mais il n’y eut pas d’armistice politique, contrairement à une opinion encore répandue. L’état de guerre était donc, de fait, maintenu. Sinon, le roi aurait peut-être obtenu des Allemands de conserver son pouvoir légal, comme ce fut le cas lorsque les Français obtinrent, le 17 juin, que les Allemands reconnaissent le pouvoir légal du maréchal Pétain sur la France. Le maréchal pourrait alors, croyait-on, exercer légitimement son autorité au regard de la loi française, et « dans l’honneur » face à l’Allemagne, comme il le déclara dans un discours aux Français (ce qui allait se révéler illusoire). Or, le 28 mai 1940 — alors que l’on ne pouvait prédire ce que serait le choix des Français en juin — Léopold III, en se limitant à une reddition militaire signée seulement par un sous-chef d’état-major adjoint, avait exclu d’office toute entente politique avec l’Allemagne nazie qui eut pu paraître une collusion. Il avait vu juste car cette situation de complicité serait celle, plus tard, du gouvernement français avec l’Allemagne. Le résultat de l’attitude royale fut que la Belgique allait, d’emblée, être traitée par l’Allemagne comme un pays occupé sans gouvernement. Les collusions avec l’ennemi furent le fait d’individus ou de partis et non de l’État qui n’existait plus que sous la forme d’un gouvernement en exil à qui les alliés reconnaissaient le pouvoir légal sur le Congo et sur les Belges dans le monde. Ce fut l’honneur de ceux qui continuèrent le combat d’incarner une Belgique en guerre au nom du régime légal, ce qui ne fut pas le cas du Danemark dont le roi s’était mis avec son gouvernement sous la « protection de l’Allemagne ». Ce qui ne fut pas non plus le cas de la France qui dut assumer une collaboration avec l’Allemagne qui la mena jusqu’à participer, en tant qu’État souverain, à l’effort de guerre du Reich et aux persécutions exercées par la Milice. Rien de tout cela en Belgique. Les actions anti-patriotiques furent uniquement le cas de membres de l’administration et de sociétés privées qui choisirent de se mettre au service de l’ennemi[réf. souhaitée].
Léopold III, qui n’exerçait plus aucun pouvoir légal, savait qu’il ne pouvait défendre les Belges contre les abus de l’occupant que par sa seule présence, notamment contre des intentions de séparation de la Flandre et de la Wallonie. Aussi, dès 1941, Hitler regrettait-il que le roi des Belges « n’ait pas décampé comme le roi de Norvège et la reine des Pays-Bas ». Prisonnier de l’armée allemande, le roi confortait de fait le pouvoir de celle-ci sur la Belgique sous l’autorité du gouverneur militaire Alexander von Falkenhausen (qui se révéla plus tard anti-hitlérien). Selon une conception toute militaire que le haut commandement de la Wehrmacht était parvenu à imposer à Hitler, seul un général de la Wehrmacht, et de surcroît membre de la noblesse comme Falkenhausen, était habilité à garder un prisonnier de l’envergure d’un roi, qui avait, de plus, lui-même le grade de général commandant en chef, le plus élevé de l’armée belge. Cette situation empêcha Hitler d’appliquer en Belgique une Zivilverwaltung, c’est-à-dire de remplacer le gouverneur von Falkenhausen par une administration civile allemande, autrement dit de mettre une administration SS au pouvoir. De ce fait, la présence royale put retarder les intentions allemandes d’annihilation de la Belgique,. Mais les projets nazis finirent tout de même par se réaliser, lorsque le Führer abandonna la retenue légaliste qu’il avait affectée pour ménager les généraux traditionalistes de la Wehrmacht (sous l’influence aussi des diplomates allemands de la vieille école). Hitler déporta le roi et rappela le gouverneur von Falkenhausen qui fut mis en prison. La séparation de la Flandre et de la Wallonie allait suivre, les régions rebaptisées Gaue germaniques étant placées sous l’autorité de traîtres belges entrés dans la SS, trop tard heureusement car cette décision fut prise alors que la fin de la guerre était proche.
Le choix de Léopold III le rendit très populaire au début de l’occupation allemande, la population en désarroi lui étant reconnaissante d’être resté au milieu d’elle sur le sol national en compagnie de sa mère, la très respectée reine Élisabeth, symbole de l’intransigeance anti-allemande durant les quatre années de combats de l’armée belge en 1914-18. Le peuple voyait dans le souverain un repère et même un bouclier contre les occupants. Et l’Église, par la voix du cardinal Van Roey, apporta son soutien au roi. Une partie de la Résistance active belge, dite « léopoldiste », se réclamera également du roi. L’attitude de celui-ci sera souvent approuvée et défendue comme une forme de « résistance passive », notamment par la partie catholique et flamande de la population.
Pourtant, Léopold III n’eut aucun signe de solidarité connu envers le gouvernement belge en exil dont les principaux membres furent, durant toute la guerre, le Premier ministre Hubert Pierlot et le ministre des Affaires étrangères Paul-Henri Spaak qui continuaient la lutte à Londres. Des contacts eurent bien lieu par l’intermédiaire d’agents belges infiltrés depuis l’Angleterre, mais la dernière de ces tentatives se termina par l’arrestation et la mise à mort du messager alors qu’il tentait de rentrer en Angleterre. Ce contact aurait peut-être été décisif car c’est le propre beau-frère du Premier ministre Pierlot qui s’était dévoué pour entrer clandestinement en Belgique. Il parvint à rencontrer le roi, mais, du fait de son exécution, on ne saura peut-être jamais si ce contact aurait pu permettre une entente politique en vue d’une conciliation avec le gouvernement en exil. Ce qui est sûr, c’est qu’à la place de cette entente, on assista au développement d’une profonde méfiance royale vis-à-vis du monde politique, et même des Alliés, qui s’exprime bien dans le « testament politique » du roi.
À l'automne 1942, le roi confie dans son carnet personnel son intention de rompre avec la démocratie d'avant guerre pour adopter à la place d'une particratie, un système politique national et social établi par une constituante qui élira la représentation nationale. Ne protestant pas publiquement  contre l'instauration du service du travail obligatoire en Belgique, il écrit dans son carnet que le véritable ennemi est le communisme que l'Allemagne nazie combat en attaquant l'URSS.

#### Le gouvernement belge en exil continue la guerre sans le roi
Grâce au gouvernement en exil, la Belgique continua à être présente dans la guerre avec 28 pilotes belges engagés dans la bataille d’Angleterre. Plus tard, trois escadrilles belges combattirent dans la Royal Air Force et dans la South African Air Force. La totalité de la flotte marchande belge fut mise à la disposition des Alliés. Des unités belges intégrées dans la 4e armée américaine et dans la 8e armée britannique iraient participer à la campagne d’Italie en 1943-1944. Une unité militaire de force terrestre reconstituée en Grande-Bretagne, la brigade Piron, allait participer, en 1944 et 1945, aux combats de la libération dans le nord de la côte française et en Belgique, ainsi que, une fois reconstituée en régiment, à la prise de l’île de Walcheren d’où les Allemands barraient l’accès des navires alliés au port d’Anvers. Le gouvernement belge en exil prépara une nouvelle force militaire de 105 000 hommes comprenant de l’infanterie, des blindés légers et des troupes du génie. Armés par les Alliés, des bataillons de fusiliers allèrent servir les troupes américaines confrontées, en décembre 1944, à l’offensive allemande en Ardenne. Tout cela sous l’autorité nominale du prince régent, chef de l’armée à la place du roi selon la constitution. Lors de l’ultime offensive allemande de 1944, en Ardenne, un bataillon de fusiliers combattit aux côtés des Américains et se porta ensuite vers le pont de Remagen sur le Rhin pour achever la guerre par la prise de Pilsen en Tchécoslovaquie. À la fin de la guerre, des troupes belges étaient engagées sur l’ensemble du front ouest, libérant les camps de Dora et de Nordhausen. En Yougoslavie, des commandos belges combattirent dans les commandos interalliés. En Afrique, les troupes de la colonie commandées par le major-général Gilliaert, pénétrant en Afrique de l’Est, remportèrent, en Abyssinie, les victoires de Gambela, Bortaï, Saïo et Asosa, coupant la retraite des troupes du général Gazzera qui capitula avec 7 000 hommes et un important matériel.
En plus de l’effort de guerre de ses combattants, le Congo belge participa au conflit aux côtés des Alliés par ses capacités agricoles et son caoutchouc, mais aussi, et surtout, par ses richesses minérales transportées par la flotte marchande qui s’était échappée de Belgique. Il s’agissait de cuivre, d’étain, mais aussi d’uranium dont le minerai de base, la pechblende, avait discrètement été mis à la disposition des Américains dès 1940, entreposé dans des entrepôts new-yorkais sur une initiative de l’Union minière du Haut Katanga qui dépendait de la Société générale de Belgique (la direction de celle-ci était restée à Bruxelles pour y défendre ses intérêts face aux réquisitions allemandes que l’on savait inévitables, tandis qu’une large délégation de pouvoirs était dévolue aux autorités de la société installées à l’étranger pour qu’elles puissent continuer leurs activités de façon à éviter toute tentation de séquestre ou d’expropriation par les Anglais et les Américains).
Cependant, dès après la capitulation de fin mai 1940, le roi Léopold III avait encore tenté d’exercer une influence, malgré sa situation de prisonnier de l’ennemi, en communiquant à l’ambassadeur de Belgique en Suisse, Louis d’Ursel, les « instructions de Berne », par lesquelles il recommandait que le Congo soit placé en état de neutralité, ajoutant qu’il souhaitait que le corps diplomatique belge à travers le monde se montre courtois avec les diplomates allemands.
Quant au corps diplomatique, à part quelques démissions, il se rangea du côté du gouvernement belge dès 1940.

#### Le remariage du roi et ses conséquences dans une Belgique écrasée
Léopold III se remaria secrètement en septembre 1941 et l’annonce en fut faite dans toutes les paroisses le 7 décembre. Il épousait une jeune roturière, Lilian Baels, lui refusant le titre de reine et l’élevant au rang de princesse de Réthy. Ce mariage avait été imposé par le cardinal Van Roey pour qui un roi catholique ne pouvait vivre dans le péché avec une maîtresse. Ce souci de moralité entraîna une situation trois fois contraire aux lois belges : d’abord, le roi s’était marié religieusement avant de se marier civilement, ensuite tout mariage royal en Belgique doit être approuvé par le gouvernement pour des raisons d’intérêt national, enfin, croyant plaire à l’opinion publique en excluant les enfants à naître de la succession au trône, le Palais (c’est-à-dire le roi et l’entourage catholique qui le conseillait) anticipait sur une décision normalement dévolue au Parlement. Mais il s’agissait sans doute de montrer que les enfants de la défunte reine Astrid ne risquaient pas d’être évincés de leurs droits, cela afin de ne pas déplaire à l’opinion publique qui restait très attachée au souvenir de la reine disparue. Mais les Belges furent défavorablement impressionnés par l’annonce faite par les autorités allemandes que le Führer Adolf Hitler avait fait envoyer des fleurs et un mot de félicitations à l’occasion du mariage, ce qui parut accréditer l’opinion que la nouvelle épouse avait des sympathies pro-allemandes.
Les partisans du roi ont invoqué la disparition du parlement comme un cas de force majeure pour justifier le comportement du roi, censé s’en remettre à un parlement futur pour ratifier son mariage après la victoire espérée. Mais, dans la situation dramatique où se trouvait la Belgique, la majorité des citoyens, qui n’oubliaient pas la très populaire reine Astrid morte en 1935, n’apprécièrent donc pas ce remariage. Celui-ci semblait démontrer que Léopold III n’était pas si prisonnier qu’on le croyait, tandis que les soldats prisonniers de guerre, eux, restaient séparés de leurs familles depuis 1940 et que le peuple voyait sa vie de plus en plus précarisée sous l’effet de pénuries diverses (alimentation, chauffage) et des menées de plus en plus dures de la police d’État allemande (Gestapo) assistée par des traîtres.

#### La dureté de l’occupation, le roi de plus en plus isolé, le développement de la résistance armée
De nombreux patriotes entrés dans la résistance active et la presse clandestine étaient arrêtés, déportés, torturés et fusillés, tandis que le peuple voyait son sort de plus en plus précarisé et aggravé par le marché noir. Dans cette situation, la proclamation du roi, lancée à la population belge lors de la capitulation, disant qu’il partageait le sort de son peuple, se trouvait réduite à rien tant cette situation faisait apparaître son impuissance à soulager la misère de la Belgique. En effet, Léopold III voulut, à deux reprises, montrer son souci du sort de la population en protestant par lettre à Adolf Hitler, contre les déportations et la pénurie de charbon, tout en demandant à nouveau la libération des militaires prisonniers. Pour toute réponse, il fut menacé d’être déporté lui-même, ce qui finit d’ailleurs par arriver.
La Belgique n’avait donc plus, sur son territoire, d’autorité légitimement en droit d’exercer le moindre pouvoir au nom du gouvernement réfugié à l’étranger, et pas davantage au nom du roi. Il faut répéter que celui-ci était dans l’incapacité de régner de par la constitution nationale, ce qui était clairement établi par le gouvernement belge appuyé sur l’avis de jurisconsultes. Avec leurs propres raisons, les nazis avaient renchéri dans le même sens. Le pays était intégralement soumis à l’Allemagne, les hauts fonctionnaires et toutes les administrations, et ce compris les bourgmestres et les commissaires de police, devaient obéir aux autorités d’occupation, une opposition à celles-ci pouvant entraîner la révocation sans traitement et même l’arrestation de ceux qui prétendaient appliquer les lois belges contre la volonté allemande (alors qu’en France, le gouvernement Laval avait gardé l’autorité sur les préfets et les maires, même dans la zone occupée). Dès 1942, de plus en plus de collaborateurs des nazis, VNV et rexistes, furent nommés par les Allemands à des postes importants en remplacement de Belges patriotes qui osaient défier l’occupant. Des chefs d’entreprises, dans les industries et les banques, étaient arrêtés. Certains furent même assassinés par des traîtres belges au service des SS et de la Gestapo, comme le gouverneur général de la Société générale de Belgique, Alexandre Galopin, considéré par les Allemands comme jouant double jeu en accord secret avec les Alliés. Ceux-ci, et particulièrement les Britanniques, avaient installé en Belgique des réseaux destinés à engager des actions nuisant à l’utilisation des industries, notamment les plus importantes, qui dépendaient du groupe de la Générale. Une autre raison de l’hostilité allemande était la participation, au Congo belge, des sociétés du groupe de la Générale à l’effort de guerre des Alliés sous l’égide du gouvernement belge en exil. En Belgique, les mines et les usines réquisitionnées pour être au service de la production de guerre allemande n’étaient pas seulement celles des grands groupes industriels, mais aussi des PME et des sociétés publiques comme la Société nationale des chemins de fer belges (SNCB) où des Allemands étaient installés à divers postes, notamment pour surveiller les machinistes de locomotives. Un réseau de sabotage influencé par les communistes se développa d’ailleurs au sein des chemins de fer.
À tout cela s’ajoutait la pénurie alimentaire due aux saisies agricoles, lesquelles étaient accompagnées de rafles d’otages et de Juifs ; dans le même temps, la répression de la résistance entraînait emprisonnements, tortures et exécutions capitales. Le fort de Breendonk, une ancienne position de la ceinture fortifiée d’Anvers, avait d’ailleurs été transformé en camp de concentration dès 1940. Le pays était écrasé par l’occupant et le roi n’avait plus qu’un pouvoir imaginaire, celui qu’il s’attribuait d’être un rempart contre la division du pays. Ses deux lettres de protestation à Hitler contre les déportations n’ayant eu aucun effet, les Juifs de Belgique — que les Allemands déportaient petit à petit pour un prétendu regroupement leur offrant un territoire à l’est de l’Europe — décidèrent d’envoyer en Allemagne un Belge non juif nommé Victor Martin, membre de la résistance belge (le F.I., Front de l'indépendance) pour tenter de voir de ses yeux ce qui se passait. Il en revint, après avoir atteint les portes d’Auschwitz, porteur d’une information sans équivoque, le destin des déportés était la mort.
Avec les années, les mouvements de résistance se développèrent. Des officiers et soldats qui n’étaient pas prisonniers avaient fondé, dès la fin de 1940, la légion belge qui allait s’appeler plus tard l’Armée secrète, reconnue comme unité militaire combattante légale par le gouvernement belge en exil et par les gouvernements étrangers en guerre contre l’Allemagne. D’autres mouvements apparurent, de tendances politiques diverses, comme le Front de l’Indépendance, très à gauche, le Mouvement national belge et le Mouvement national royaliste. Des groupes autonomes s’organisèrent spontanément un peu partout, dans les villes pour y faire du renseignement et du sauvetage d’aviateurs alliés abattus, dans les forêts d’Ardenne et en Flandre, comme la Brigade blanche (ou Witte Brigade) animée par des Flamands patriotes, ainsi que dans des entreprises et dans les universités. L’université de Bruxelles se saborda se sachant promise à devenir une université allemande — que l’occupant n’eut pas le temps d’installer — et des ingénieurs de cette université fondèrent le « groupe G » voué à organiser des sabotages sophistiqués. Le résultat en fut « la grande panne » du 15 janvier 1944, provoquée par la destruction simultanée de dizaines de pylônes et de stations et sous-stations du réseau à haute tension alimentant des industries belges réquisitionnées par l’occupant, ainsi que des usines allemandes qui captaient l’électricité belge.

#### Les justifications invoquées par le roi face à l’Allemagne
Le motif qui résiste le mieux à l’examen parmi ceux qui ont été invoqués par Léopold III pour justifier sa décision de rester en Belgique en 1940 est que l’on pouvait craindre que l’Allemagne reprendrait sa politique de division de 1914-1918. Le roi jugea que par sa seule présence il pourrait s’y opposer, étant dans l’obligation, pour être fidèle à son serment constitutionnel, de défendre l’intégrité du territoire, faute de quoi il serait traître à la patrie. L’armée ayant cessé d’exister, en Belgique, et le gouvernement étant à l’étranger d’où il gérait les intérêts de la Belgique libre engagée dans la guerre, il s’était créé une situation dans laquelle Léopold III estimait que c’était à lui, présent en Belgique, d’empêcher l’Allemagne d’y faire ce qu’elle voulait. Ce choix, qui consistait à croire qu’un seul homme pouvait s’opposer à la machine hitlérienne, parut d’abord empêcher les pires projets allemands, grâce d’ailleurs à la complicité au moins tacite du gouverneur militaire allemand von Falkenhausen. Ce dernier, par calcul, ne favorisa pas les collaborateurs de l’Allemagne dans leurs visées séparatistes. Aristocrate prussien secrètement opposé aux nazis et à leurs visées, il finira d’ailleurs par être arrêté sur ordre d’Hitler et remplacé, au début de 1944, par le Gauleiter nazi Josef Grohé. À ce sujet, dans les mémoires du ministre allemand de la Propagande Joseph Goebbels, on relève, en date du 4 mars 1944, une plainte contre le roi dont le ministre voudrait se débarrasser en même temps que de von Falkenhausen. C’était la répétition des plaintes formulées, par le même ministre et par Hitler, en 1940, quand ceux-ci voulaient éliminer Léopold III pour que l’Allemagne soit totalement débarrassée de la fiction politique d’une survie de la Belgique à travers son roi. Cette situation contrastait avec celle des Pays-Bas et de la Norvège où les nazis avaient les mains libres, les souverains de ces pays s’étant enfuis après une résistance symbolique. Quant au Danemark, pratiquement dépourvu d’armée, il s’était trouvé occupé d’emblée. Les Allemands purent y compter sur la collaboration officielle par décision royale en accord avec le gouvernement sans qu’il fut nécessaire de procéder à des réquisitions ou des révocations et des arrestations, comme ils durent le faire en Belgique.

#### L’attitude allemande face au roi
Les diplomates allemands traditionalistes, qui avaient gardé une certaine influence malgré les nazis, parvinrent à imposer une réserve inspirée par la vieille école aux dépens, provisoirement, de la conception nazie des relations humaines et protocolaires. Cela n’avait pas empêché cette dernière de se manifester au lendemain de la capitulation, le 31 mai 1940, lorsqu’un médecin allemand SS nommé Karl Gebhardt (médecin de Himmler) s’invita d’office chez le roi qui venait d’être mis en résidence surveillée à Bruxelles. Ce visiteur tentait d’organiser une rencontre « spontanée » avec Hitler dans le but d’orienter la politique belge vers une collaboration active comme celle de Pétain-Laval. Cette démarche ne produisit aucun résultat. Il y eut bien une rencontre, le 19 novembre 1940, mais le roi se borna à réclamer la libération de tous les prisonniers belges et le respect de l’indépendance. Mais il n’obtint aucun engagement de la part d’Hitler. Il faut signaler que, lors d’une deuxième visite forcée de Ghebhardt, en 1943, celui-ci alla jusqu’à présenter au roi et à son épouse des fioles de poison qu’il tenta de leur faire accepter, comme s’il avait voulu faire d’eux des complices des dirigeants allemands qui, disait-il, en possédaient tous et ne manqueraient pas de s’en servir,. Léopold III et la princesse de Rethy, qui n’avaient aucune raison de se suicider, comme s’ils avaient été les complices des dirigeants allemands, refusèrent ce cadeau empoisonné avec l’impression que leur vie était de plus en plus en danger. Finalement, Hitler ordonna la déportation du roi et de sa famille en juin 1944, comme l’avait voulu Joseph Goebbels depuis 1940. Heinrich Himmler ordonna que la famille soit gardée dans la forteresse de Hirschstein en Saxe depuis l’été jusqu’à la fin de l’hiver 1944-45, puis à Strobl, près de Salzbourg. Pendant ce temps, la Belgique était divisée par les nazis en deux Gaue (territoires), comme elle l’avait été en 1917. La Flandre et Bruxelles étaient séparées de la Wallonie, celle-ci étant destinée à être germanisée, tandis que la Flandre devait, avec les Pays-Bas, devenir allemande à bref délai par annexion. La crainte de Léopold III se réalisait donc dès sa déportation. La principale des raisons qui avaient décidé le roi à rester en Belgique, à savoir empêcher par sa présence la division du pays, se révéla finalement n’avoir offert qu’un délai de grâce qui venait de prendre fin dès qu’il ne fut plus là.

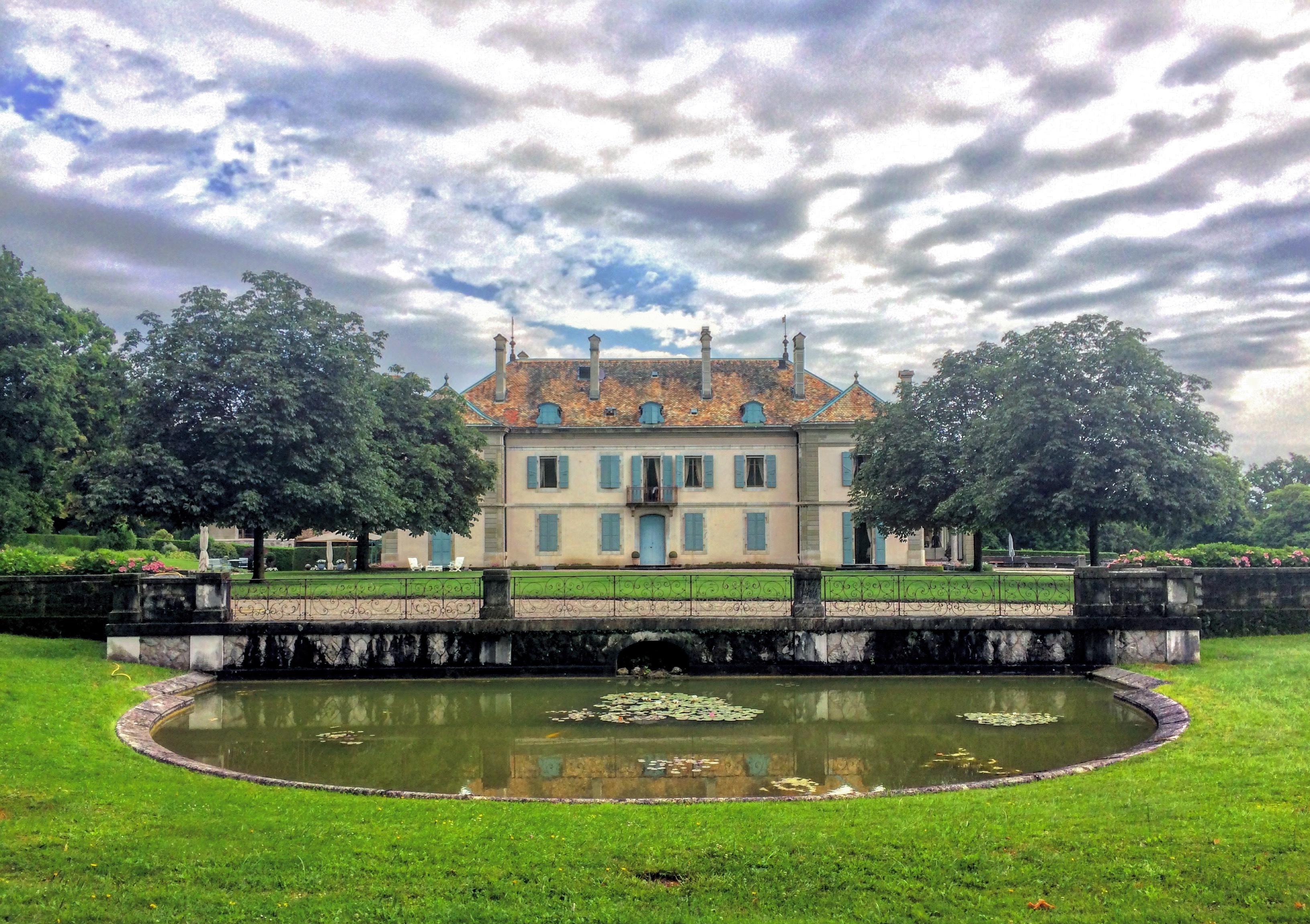
Le château du Reposoir à Pregny (Suisse) où vécurent le roi et sa famille de 1945 à juillet 1950.

Le roi et sa famille furent libérés par l’armée américaine le 7 mai 1945 à Strobl, en Autriche, où les Allemands les avaient déplacés. Des entrevues avec le gouvernement rentré d’exil ne permirent pas de régler à l’amiable le différend né le 28 mai 1940, aucune des deux parties ne voulant faire de concessions. Le roi ne voulait pas admettre qu’il aurait dû quitter le territoire national en 1940 et le gouvernement refusant de revenir sur la condamnation de cette attitude qu’il avait prononcée en 1940 devant les parlementaires belges réfugiés en France. Léopold III et sa famille s’établirent alors en Suisse en attendant qu’une solution intervienne et la Belgique entama sa reconstruction sous le règne du frère du roi, le régent Charles. Celui-ci était doté des mêmes pouvoirs que le roi et d’aucuns suggéraient qu’il devint roi sous le nom de Charles Ier de Belgique. On dit que celui-ci y songea, mais il ne favorisa pas publiquement ce projet, ne voulant pas bafouer ouvertement son frère aîné.

### La question royale en 1950
Le roi n’avait pu rentrer en Belgique immédiatement après sa libération du fait qu’une partie du personnel politique et de la population belge était opposée à son retour jusqu’à ce que fût réglée la question fondamentale de savoir si le roi aurait dû ou non quitter le pays en 1940 pour continuer la lutte plutôt que de se constituer prisonnier. De plus, il ne voulait pas rentrer en acceptant les conditions fixées par le gouvernement, notamment celle de prononcer et de rendre publique un déclaration qui lui est soumise par le Gouvernement dans laquelle il aurait notamment dû rendre un vibrant hommage aux Alliés et aux résistants et condamner fermement l'occupation de l'armée allemande.
Sous la régence du prince Charles, son frère appelé à cette fonction par le Parlement et réputé avoir été plus favorable aux thèses du gouvernement belge de Londres et de ses partisans, des dissensions apparaissaient entre Wallons et Flamands. Les premiers paraissaient majoritairement moins favorables au roi dont ils demandaient, pour le moins, des excuses pour ce que l’on considérait comme son défaitisme, ce que ne pouvait accepter un homme comme Léopold III qui estimait que la royauté a des privilèges. Les Flamands semblaient majoritairement favorables au retour du roi, mais sans que l’on puisse, en 1945, estimer valablement où se situait la majorité de l’opinion publique belge. En cas de fêlure dans le corps de la nation, l’existence de la Belgique aurait-elle pu être menacée à l’époque ? Sans doute pas, mais la couronne chancelait et donc la dynastie risquait de devoir quitter la scène. On aurait vu alors s’installer, sur la Côte d’Azur ou en Suisse, une de ces familles d’ex-souverains en exil comme d’autres, ce qui, au vu de la situation financière, à ce moment-là, de la famille royale belge, n’aurait pas été un sort enviable. Plus tard, revenu à la vie privée, le régent Charles eut ce mot, pour justifier la régence qui lui permit de préserver le trône, « J’ai sauvé la baraque ». Le côté simple et familier de l’ex-régent apparaît dans cette apostrophe qui le montre très différent de son frère aîné Léopold dont la mentalité aristocratique l’avait empêché de comprendre que l’Allemagne et son Führer n’avaient rien à voir avec les monarchies des siècles passés avec lesquelles on pouvait espérer s’entendre entre gens de bonne compagnie.
Le caractère aristocratique de Léopold III était clairement apparu dans son « Testament politique » confié par lui à des personnes sûres au moment de sa déportation en Allemagne et destiné à être publié dans le cas de son absence lors de la libération de la Belgique. Ce document, d’abord gardé quelque temps secret par le gouvernement Pierlot à son retour à Bruxelles, fut la cause, dès qu’il fut porté à la connaissance des Belges, d’une controverse qui aggrava le débat au sein de l’opinion. Le gouvernement belge à Londres, qui n’avait jamais mis en cause publiquement le Roi pendant ses années d’exil et avait espéré jusqu’au bout un compromis avec lui, n’apprécia pas de lire que le roi demandait des excuses publiques de la part des ministres l’ayant « diffamé », disait-il, en 1940. Les Alliés n’aimèrent pas davantage la demande du Roi de reconsidérer les traités conclus par le gouvernement en exil que le roi estimait défavorables aux intérêts belges. Il en naquit une controverse principalement centrée sur les traités économiques avec les États-Unis concernant la livraison de minerais et surtout de l’uranium congolais indispensable pour la construction des bombes atomiques américaines. Pourtant, la participation militaire de la Belgique libre, en Afrique et en Europe, ainsi que les livraisons économiques avaient constitué un argument qui, plus tard, joua un rôle essentiel dans le paiement des dettes alliées, ce qui constitua la cause principale du retour rapide du pays à la prospérité. Grâce à la politique du gouvernement en exil, la Belgique était ainsi un cas exceptionnel parmi les pays vaincus en 1940. Ni les Pays-Bas, privés de leur colonie d’Indonésie par les Japonais dès 1941, ni le Danemark, ni la Norvège ne mirent au service des Alliés des ressources humaines et des richesses comparables à celles que la Belgique libre investit dans la lutte contre les forces de l’Axe. On a comptabilisé que 100 000 personnes environ travaillèrent et combattirent en comptant les auxiliaires, les marins les aviateurs et les forces terrestres en Angleterre et en Afrique. Le texte du testament politique du roi ne formulait pourtant aucune reconnaissance pour l’action des Belges exilés et des ministres belges de Londres, alors qu’en quittant le pays ils avaient exposé leurs familles aux persécutions nazies (ce qui fut le cas, entre autres, de la famille du ministre des Affaires étrangères, Paul-Henri Spaak, dont l’épouse et les enfants durent se cacher et dont une belle-sœur fut exécutée et du Premier ministre Pierlot dont le beau-frère assuma une mission secrète en Belgique qui entraîna sa mort, et du ministre Camille Gutt qui perdit deux fils au service des Alliés). De plus, le testament politique de Léopold III traduisait une vision étroite du monde et se fixait surtout sur les problèmes belgo-belges, ne disant mot de la Résistance, à laquelle il avait pourtant apporté un soutien en autorisant le chef de la maison militaire royale, le général Tilkens à apporter une aide armée au Mouvement national royaliste. Se voyant exclu des événements politiques et militaires, avec pour conséquence son maintien de force en Allemagne par les Américains qui l’avaient libéré avec sa famille, le roi allait critiquer, en 1946, la persistance de la présence alliée en Belgique libérée comme une « occupation ». Winston Churchill, frappé du décalage entre la situation réelle de la Belgique et la vision du monde que révélait le testament politique du roi, remarqua : « Il n'a rien oublié et rien appris ».
Cependant, en 1946, une commission d’enquête officielle exonéra Léopold III de toute accusation de trahison en 1940, au vu de son renoncement à un armistice, acte politique qui lui eut ouvert les voies pour la constitution d’un gouvernement collaborationniste, à l’instar de ce qui se passa en France avec le gouvernement Laval installé par le maréchal Pétain avec l’accord de l’Allemagne. Néanmoins la controverse sur sa loyauté continua. Une consultation populaire eut lieu en 1950 qui autorisa à 57 % le roi à rentrer en Belgique. Cependant, le scrutin révélait un pays coupé en deux. En majorité, les Wallons et certains noyaux industriels ou urbains flamands avaient voté contre son retour, mais celui-ci fut nettement approuvé par les habitants des campagnes wallonnes et par une forte majorité des Flamands, ce qui fit taxer le souverain de « roi des Flamands » par certains de ses opposants.
À peine le souverain rentré le 22 juillet 1950, des troubles éclatèrent, surtout dans les provinces wallonnes. La grève générale paralysa une bonne partie du pays, le parti communiste se montrant particulièrement actif dans l’action anti-monarchique, notamment à Anvers dans le milieu des dockers. On compta plusieurs dizaines de sabotages à l’explosif en Wallonie et quatre morts, abattus par la gendarmerie au cours d’une manifestation : la fusillade de Grâce-Berleur (commune de la périphérie liégeoise).

### Abdication du roi
Le 31 juillet 1950, après une entrevue dramatique avec d’anciens déportés politiques, le roi Léopold III accepta de confier la lieutenance générale du royaume à son fils aîné le prince Baudouin afin de préserver l’unité du pays, puis il abdiqua le 16 juillet 1951, la situation n’ayant pas évolué.

## Dernières années

### Influence sur Baudouin
Léopold III influença le règne de son fils Baudouin jusqu’au mariage de ce dernier. En 1959, le gouvernement lui demanda alors de cesser de vivre sous le même toit que son fils et de quitter le château de Laeken. L’ancien monarque se retira alors au château d’Argenteuil, proche de Bruxelles, dans la forêt de Soignes et n’eut plus aucun rôle politique.

### Décès et funérailles
Léopold III décède dans la nuit du 24 au 25 septembre 1983, à l’âge de 81 ans à la clinique universitaire Saint-Luc de Woluwe-Saint-Lambert à Bruxelles des suites d’une lourde intervention chirurgicale sur les coronaires. Il est inhumé, comme tous les rois et reines des Belges, dans la crypte royale de Notre-Dame de Laeken à Bruxelles, aux côtés de ses deux épouses.

## LéopoldIII, roi alpiniste et explorateur
Son père Albert Ier, grand alpiniste belge, l'initie à l'escalade. En 1924, Léopold III fait à 23 ans sa première ascension, le Campanile Toro dans les Dolomites en sa compagnie. En août 1925, il fait son premier 4 000 m, le Finsteraarhorn dans l'Oberland Bernois. Grimpeur sûr et efficace, son père lui confie le poste de premier de cordée. En 1926, il accepte la présidence d'honneur du Club alpin belge. Dans les années suivantes, retenu par ses obligations officielles, il grimpe principalement dans les rochers belges et ouvre parfois de nouveaux itinéraires. Il ouvre ainsi une voie à la falaise de la Chamia près de Waulsort et une autre à l'arête de Waulsort de la roche Al'Rue. C'est ainsi qu'il est, avec son père, un des pionniers de l'escalade en Belgique. 
En 1932, il répète avec le très fort grimpeur italien Emilio Comici un itinéraire ouvert par ce dernier peu de temps auparavant à la Torre di Diavolo. En septembre 1933 avec Attilio Tissi et quelques autres alpinistes, il conquiert un sommet vierge dans le massif de la Civetta (Dolomites) dénommé en son honneur « Campanile di Brabante ». D'autres grands grimpeurs de l'entre-deux-guerres sont aussi ses compagnons de cordée: Tita Piaz, Giusto Gervasutti, Aldo Bonacossa, Hans Steger et Paula Wiesinger. Après le décès d'Albert Ier en 1934, il passe presque chacune de ses vacances dans les Dolomites et le Tyrol et y fait de l'alpinisme dans la plus grande discrétion. Au Tyrol, il fait des ascensions dans le massif du Kaisergebirge où il gravit la face est et la face ouest de la Fleischbank de niveau très difficile avec le célèbre couple d'alpinistes Hans Steger et Paula Wiesinger.
Après la Seconde Guerre mondiale, entre 1950 et 1966, il fait encore épisodiquement de l'alpinisme. Dans le massif du Mont-Blanc, il gravit ainsi la Dent du Géant, sommet de plus de 4 000 m, avec le guide chamoniard Camille Tournier et en 1963, accomplit sa dernière ascension à la difficile arête sud de l'aiguille Purtscheller.
Durant sa vie et essentiellement après son abdication, le roi Léopold III s'est également passionné pour les sciences naturelles, l'ethnologique, la photographie et le cinéma. En septembre 1920, il accompagne ses parents au Brésil d'où il revient enthousiaste et où se révèle son goût pour l'ethnologie et la botanique. En 1925, 1933, 1957 et 1959, il voyage au Congo belge où il a l'occasion d'étudier la faune et la flore du Congo et les coutumes des populations autochtones. Il voyage également au Venezuela et au Brésil en 1964. Lors d’une expédition dans les réserves amérindiennes du Mato Grosso au Brésil, le roi Léopold III rencontre le chef Raoni. En 1974, il visite l’île de North Sentinel (îles Andaman, golfe du Bengale) et tente d’approcher les Sentinelles, peuple autochtone vivant isolé du reste de l’humanité ; l’expédition sera repoussée par un guerrier isolé de la tribu.
Il est enfin attentif à la protection de la nature. En 1956, il crée l'ASBL Fondation internationale scientifique. Une des principales concrétisation de cette ASBL est la réalisation d'un film en 1958 Les Seigneurs de la forêt, et d'un livre sur le Congo. De même, il fonde en 1972 le Fonds Roi Léopold III pour l’exploration et la conservation de la nature. Et déclare à propos de celui-ci : « L'idée de créer le Fonds m'est venue, entre autres, de nombreuses demandes d'appui que m'adressent des personnes désireuses soit de monter une expédition, soit de publier les résultats de leurs recherches, soit encore de faire connaître au monde le sort de certaines ethnies déshéritées. Un des buts du Fonds est d'encourager semblables initiatives, à condition qu'elles soient raisonnées, désintéressées et marquées d'un réel intérêt scientifique et humain (...) ». Face au projet d'installation d'un camp de caravanes au sommet du plateau du Colébi à Freÿr en 1969, il est intervenu personnellement pour la sauvegarde de l'intégralité du milieu naturel de Freÿr, principal site d'escalade en Belgique.

## Décorations et distinctions

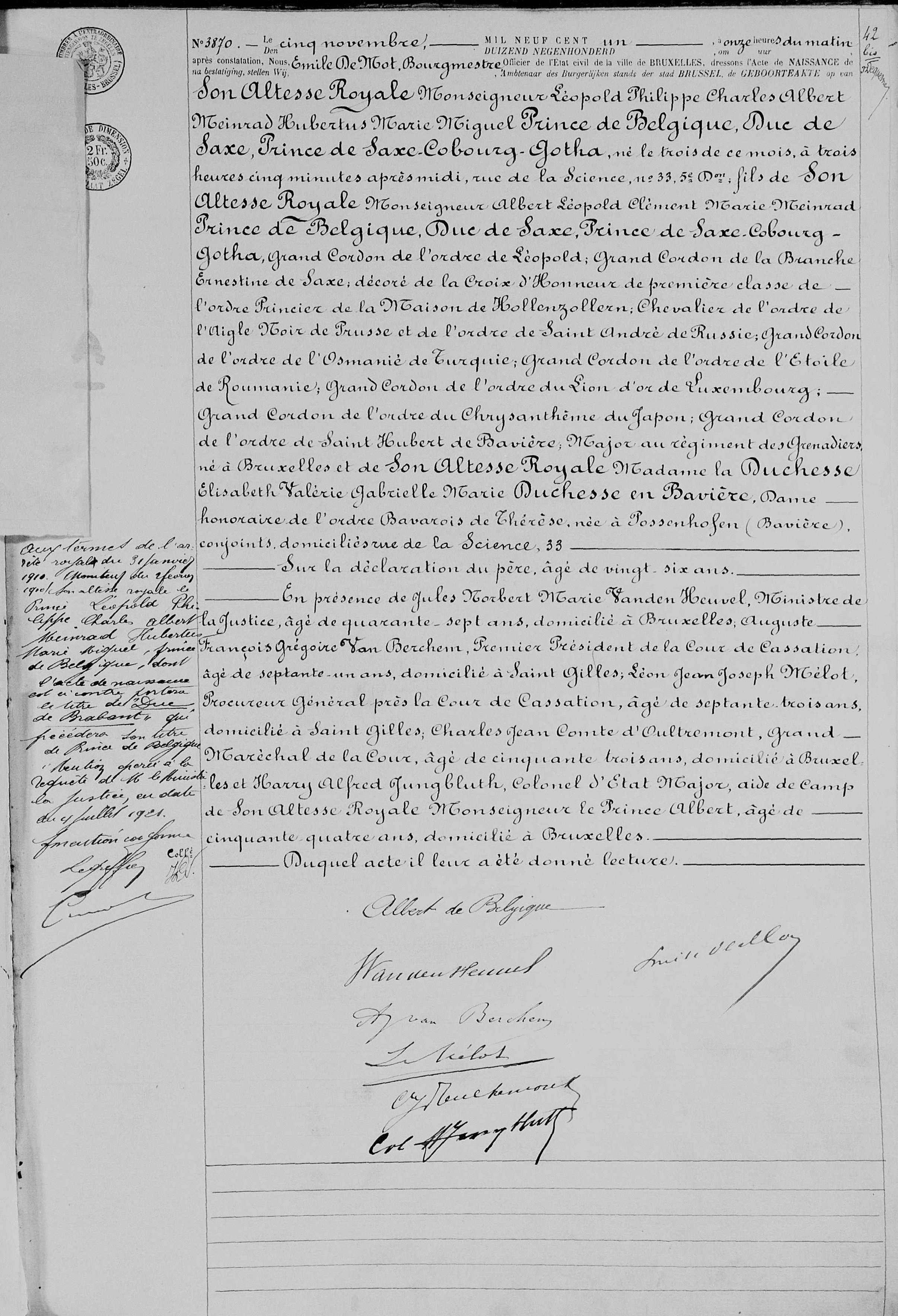
Acte de naissance de (1901)

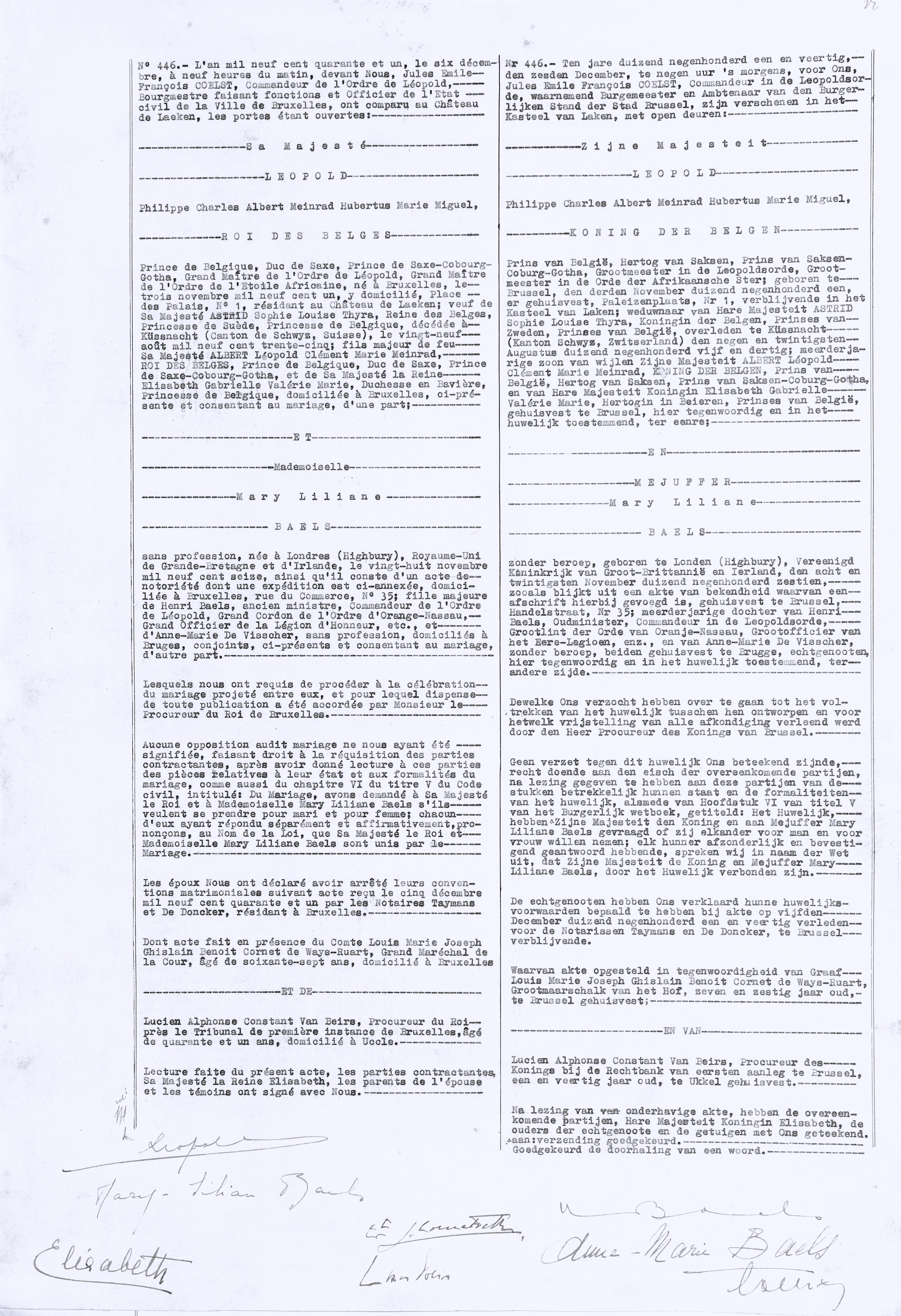
Acte de mariage de avec Lilian Baels (1941)

### Titulature
- 1901-1909 : Son Altesse Royale le prince Léopold de Belgique (naissance)
- 1909-1934 : Son Altesse Royale Léopold, duc de Brabant, prince de Belgique
- 1934-1944 : Sa Majesté le roi des Belges
- 1944-1950 : Sa Majesté le roi Léopold de Belgique
- 1950-1951 : Sa Majesté le roi des Belges
- 1951-1983 : Sa Majesté le roi Léopold de Belgique (après abdication)

### Honneurs

#### Honneurs nationaux
- Belgique : 
  - Grand maître de l'ordre de Léopold[79].
  - Croix de guerre[79].
  - Médaille commémorative de la guerre 1914-1918[79].
  - Médaille du combattant volontaire 1914-1918[79].
  - Médaille de la Victoire 1914-1918[79].

#### Honneurs étrangers
- Grand cordon de l'ordre du Jade[80]. Taïwan
- Grand cordon extraordinaire de l'ordre de Boyacá[80]. Colombie
- Chevalier de l'ordre de l'Éléphant[80]. Danemark
- Chevalier de l'ordre de la Toison d'or[79]. Espagne
- Grand-croix de l'ordre national de la Légion d'honneur[79],[81]. France
- Chevalier grand-croix de l'ordre du Saint-Sauveur[79]. Grèce
- Grand cordon de l'ordre des Pahlavi[80]. Iran
- Grand cordon de l'ordre du Chrysanthème[79]. Japon
- Grand officier de l'ordre du Million d'Éléphants et du Parasol blanc, Luang Prabang[80]. Laos
- Grand cordon de l'ordre de Saint-Charles[79]. Monaco
- Grand cordon de l'ordre de Saint-Olaf[79]. Norvège
- Chevalier grand-croix de l'ordre d'Adolphe de Nassau[80]. Luxembourg
- Chevalier grand-croix de l'ordre du Lion d'or de la maison de Nassau[80]. Luxembourg
- Chevalier grand-croix de l'ordre du Lion néerlandais[79]. Pays-Bas (14 juillet 1911[82]).
- Chevalier grand-croix de l'ordre de l'Aigle blanc[80] . Pologne
- Chevalier grand-croix des trois ordres militaires réunis du Christ, de Saint-Bénoît d'Aviz et de l'ordre de Sant'Iago de l'Épée de Portugal[80]. Portugal
- Chevalier étranger de l'ordre de la Jarretière. Royaume-Uni
- Chevalier grand-croix  de l'ordre souverain de Malte[79]. Ordre souverain de Malte
- Chevalier de l'ordre suprême de la Très Sainte Annonciade[79]. Italie
- Chevalier de l'ordre des Séraphins[80]. Suède
- Collier de l'ordre de la Maison royale de Chakri[79]. Thaïlande
- Grand cordon de ordre souverain de Malte[79]. Ordre souverain de Malte
- Chevalier grand-croix de l'ordre canonial régulier du Saint-Sépulcre[79]. Israël
- 1re classe  de l'ordre de la Couronne de Perse[79]. Perse
- Grand cordon de l'ordre du Ouissam alaouite[79]. Maroc
- Chevalier grand-croix de l'ordre de Carol Ier[79]. Roumanie
- Grand collier de l'ordre du Mérite[79]. Chili
- 1re classe de l'ordre du Lion blanc[79]. Tchécoslovaquie
- Grand cordon de l'ordre du Soleil  avec Brillants[79]. Pérou
- Grand cordon de l'ordre royal de Cambodge[79]. Cambodge
- Grand cordon de l'ordre impérial de Croix du Sud[79]. Brésil
- Grand-croix de l'ordre du Mérite hongrois[79]. Hongrie
- Grand cordon de l'ordre du Quetsal[80]. Guatemala
- Grand-croix de l'ordre du Sceau de Salomon[80]. Éthiopie
- Chevalier de l'ordre de Ojaswi Rajanya  Népal[80].
- Plaque d'honneur de l'ordre du Dragon d'Annam  Empire d'Annam.
- Médaille commémorative du Règne de Carol Ier  Roumanie.

#### Honneurs militaires
- Royaume-Uni : Colonel-en-chef du 5th Royal Inniskilling Dragoon Guards[79].
- France : croix de guerre.
- Pologne : croix de guerre.
- Russie : croix de l'ordre impérial et militaire de St-Georges.
- Italie : médaille du Volontaire de guerre.
- Italie : Croix du Mérite de guerre.

#### Honneurs scientifiques
- Docteur Honoris causa de l'Université de Bruxelles[79].
- Docteur Honoris de l'Université de Lille[79].
- Docteur Honoris de l'Université Catholique de Louvain en 1935[79],[83].
- Membre de l'Académie des sciences coloniales de France[79].
- Membre de l'Institut colonial international[79].
- Protecteur de l'Académie Royale de Belgique.
- Membre de la National Geographic Society, Washington[79].
- Membre d'Honneur de l'American Society of Civil Engineers[79].
- Haut Patron de la Société royale de numismatique de Belgique[84].

## Dans les arts et la culture populaire

### Filmographie

#### Cinéma
- 1943 : Image d'archives dans Vi mötte stormen.

#### Télévision
- 1963 : Lui-même dans Heinrich Harrer berichtet.
- 2011 : Nicolas Delvaux, Léopold III, mon père ; témoignage de la princesse Esmeralda, production RTBF, 90 min, format 16/9[85].
- 2017 : Michel Vuillermet, Léopold III ou la chute d'un roi, documentaire.

### Iconographie

#### Caricature
- 1940 : Step Right This Way, Sir de John Collins, Montreal, Quebec, Canada[86].

#### Peinture
- Yves Dieÿ, Portrait de Léopold III, huile sur toile, château de Laëken, Bruxelles, Belgique.